# Franz von Lenbach

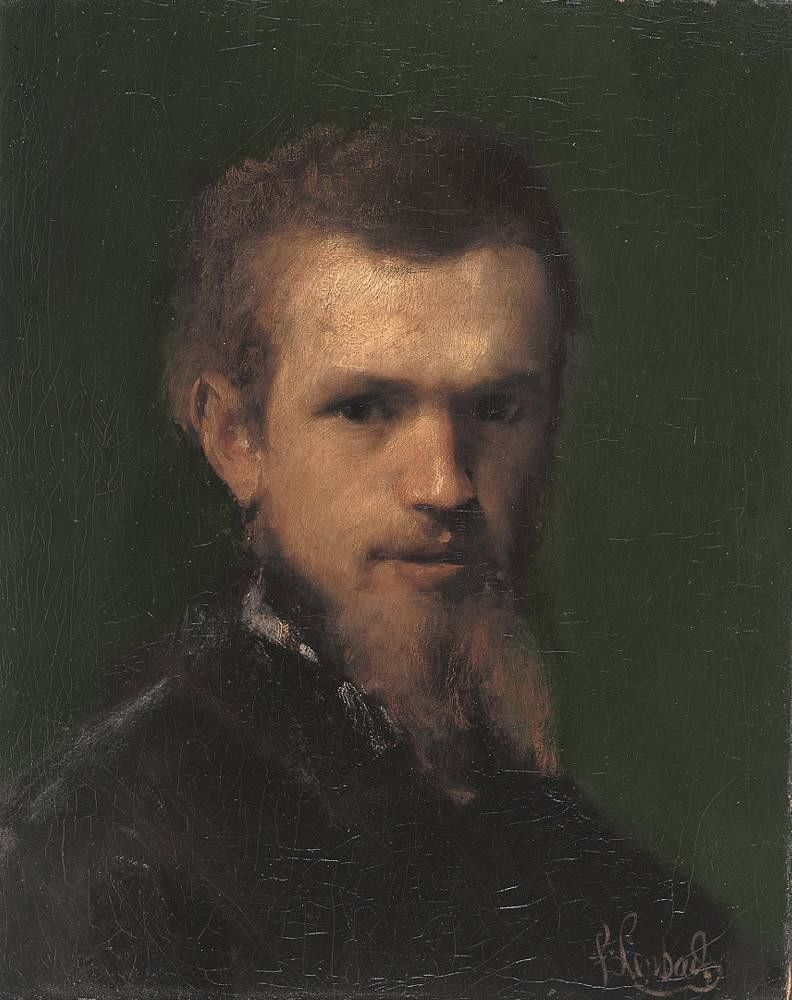
Franz Lenbach: Selbstporträt, 1856/1858

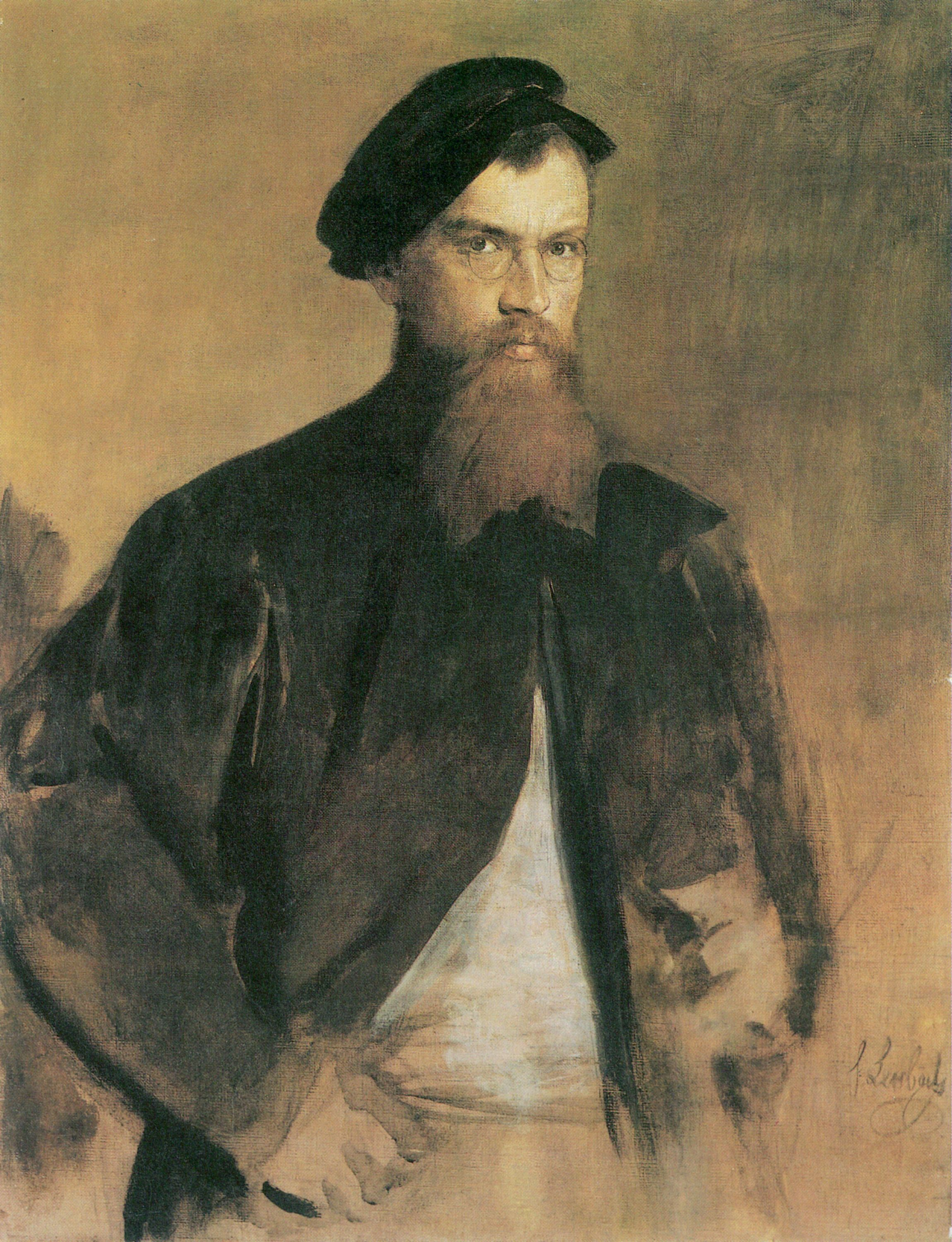
Franz Lenbach: Selbstporträt, ca. 1879

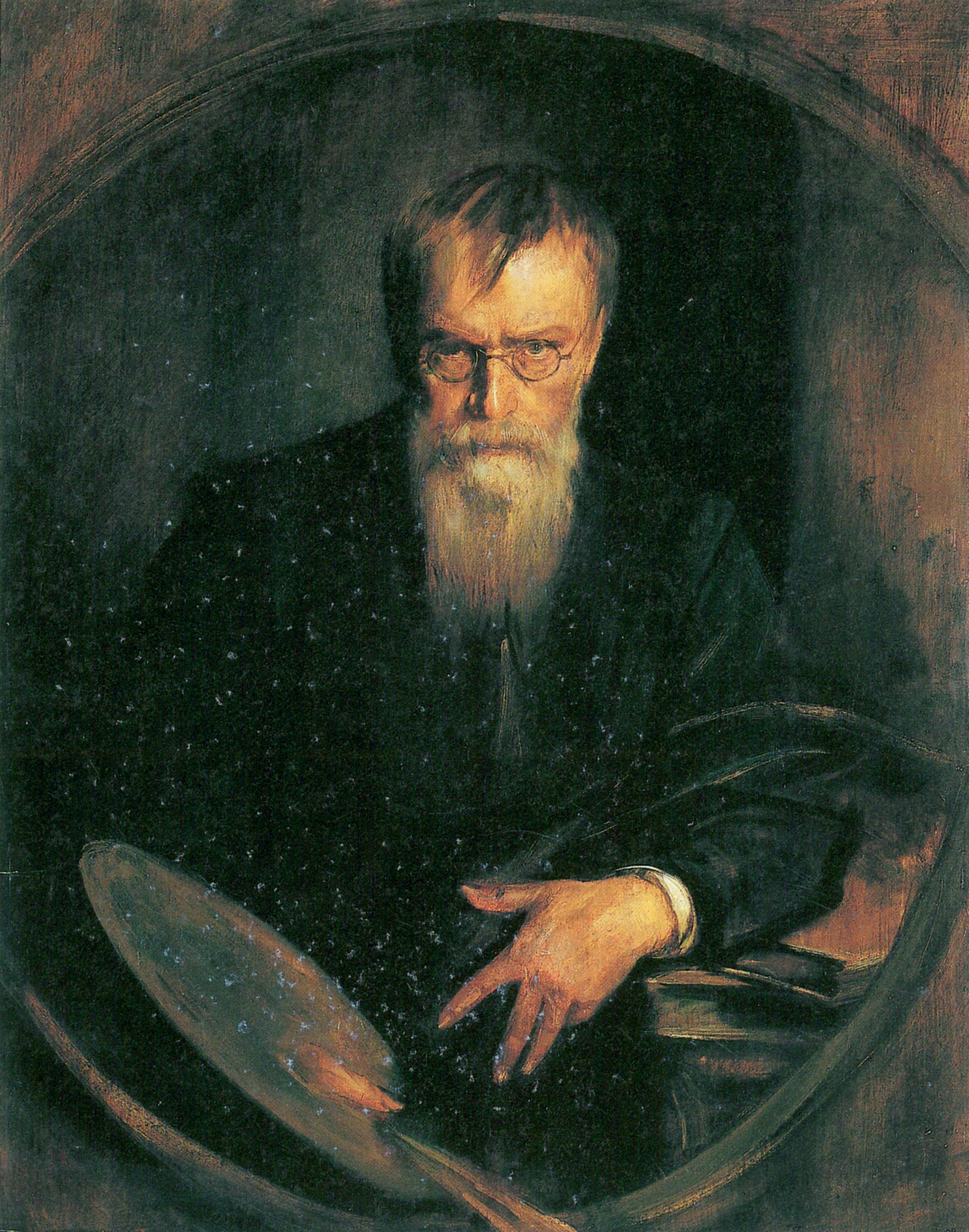
Franz von Lenbach: Selbstporträt, 1903

Franz Seraph Lenbach, seit 1882 Ritter von Lenbach (* 13. Dezember 1836 in Schrobenhausen; † 6. Mai 1904 in München), war ein deutscher Maler.
Bekannt wurde er durch seine Porträts. Unter den Dargestellten befinden sich Otto von Bismarck, die beiden deutschen Kaiser Wilhelm I. und Wilhelm II., der österreichische Kaiser Franz Joseph, Papst Leo XIII. sowie eine große Anzahl prominenter Persönlichkeiten aus Wirtschaft, Kunst und Gesellschaft des späten 19. Jahrhunderts. Er selbst war in Deutschland und Österreich zu Lebzeiten einer der bekanntesten Künstler.
Wegen seiner herausragenden gesellschaftlichen Stellung und seines Lebensstils wird er in der Öffentlichkeit und auch von Kunsthistorikern als „Münchner Malerfürst“ bezeichnet.

## Leben

### Kindheit und Jugend

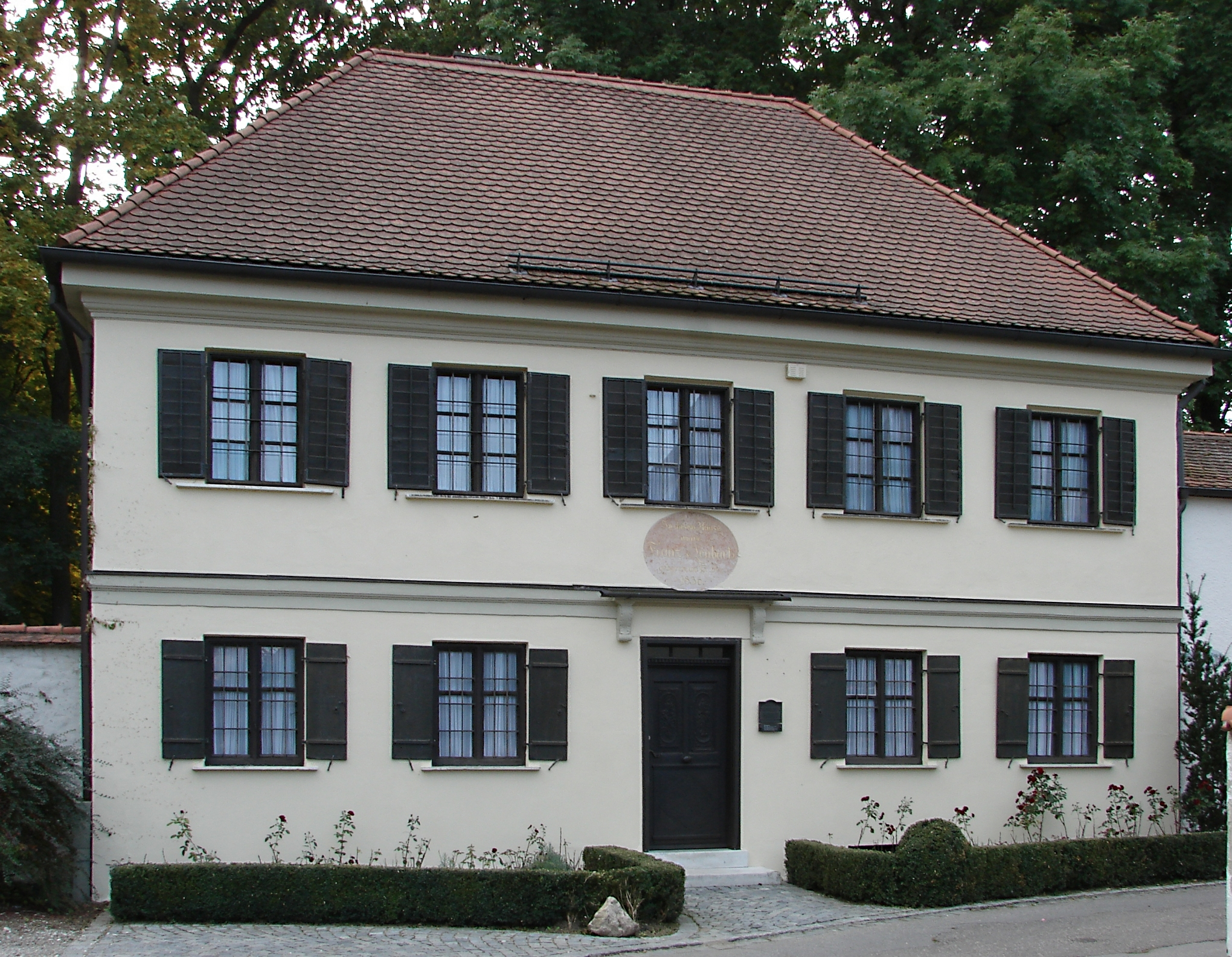
Eltern- und Geburtshaus in Schrobenhausen, erbaut 1823

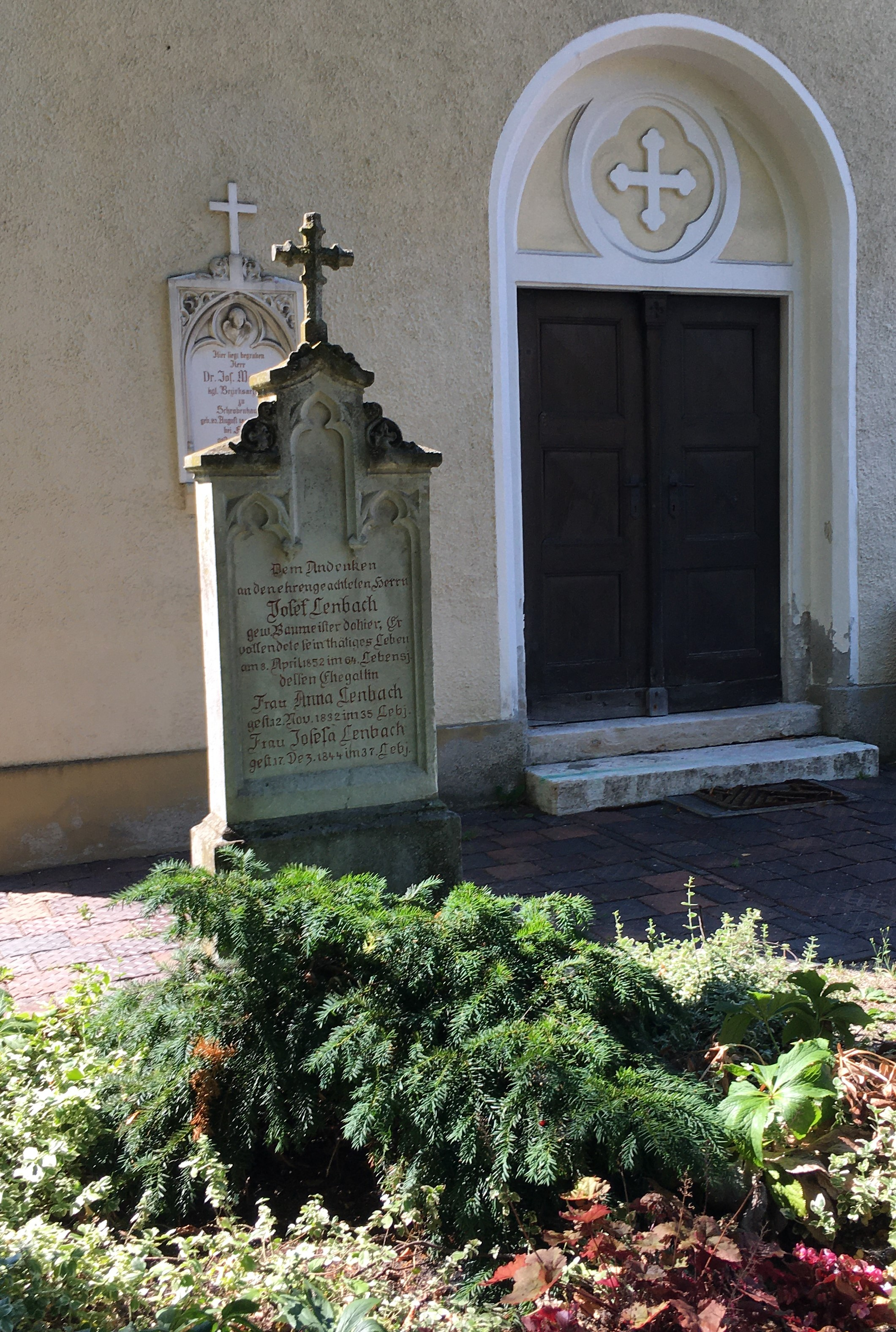
Grab der Eltern auf dem Alten Friedhof Schrobenhausen

Franz war das vierte Kind aus der zweiten Ehe des Schrobenhausener Stadtmaurermeisters Franz Joseph Lenbach mit Josepha Herke.
Der Vater, ein aus Südtirol eingewanderter Maurerpolier, schrieb sich ursprünglich „Lempach“. 1820 bekam er die Stelle des Stadtmaurermeisters und damit die Führung einer selbstständigen Bauunternehmung zugesprochen. Da die Stadt ab 1840 stark expandierte, war das Unternehmen mit Aufträgen im Haus- und Straßenbau sowohl in der Stadt selbst als auch im Umland gut ausgelastet. Die Familie kam trotz ihres Kinderreichtums zu bürgerlichem Wohlstand und konnte sich ein stattliches zweigeschossiges Haus erbauen.
Aus den beiden ersten Ehen des Vaters gingen insgesamt 17 Kinder hervor, von denen elf 1844 noch lebten. 1844 starb Franz’ Mutter; der Vater heiratete 1845 Elisabeth Rieder. Das einzige Kind aus dieser dritten Ehe starb 1845 18 Tage nach seiner Geburt.
Im Oktober 1848 schloss Franz Lenbach die sechsjährige Elementarschule mit hervorragendem Ergebnis, zehnmal vorzüglich und einmal sehr gut, ab. Seine weitere Ausbildung folgte zunächst der Absicht, ihn im väterlichen Baugeschäft mitwirken zu lassen. Bei Maurer- und Zeichenarbeiten arbeitete er bereits früh im väterlichen Betrieb mit. Ab Ende 1848 besuchte er die Gewerbeschule in Landshut, die er im August 1851 mit der Gesamtnote sehr gut abschloss. Vom November 1851 bis zum März 1852 war er zur Ausbildung bei dem Baubildhauer Anselm Sickinger in München.
Am 8. April 1852 starb der Vater. Joseph, der älteste Halbbruder aus der ersten Ehe, übernahm die Chefposition im Baugeschäft und die Vaterrolle in der großen Familie. Franz arbeitete nun verstärkt dort mit, bildete sich aus und wurde ein Jahr später als Maurergeselle freigesprochen.

### Ausbildung zum Künstler
Ab Herbst 1852 besuchte er die Königlich Bayerische Polytechnische Schule in Augsburg, um sich dort im Figurenzeichnen unterrichten zu lassen. Er schloss sie im August 1853 mit vorzüglich ab. Seine Freizeit nutzte er für eigene Malversuche. An den Sonntagen malte er Ölbilder in der Natur, in der übrigen freien Zeit widmete er sich Kopierstudien in Augsburger Galerien. 1853 schloss er Freundschaft mit dem Münchner Akademiestudenten Johann Baptist Hofner. Er zog in dessen Haus in Aresing in die Dachstube ein. Gemeinsam malten sie Ortsbilder und machten Porträt- und Figurenstudien in der näheren Umgebung.

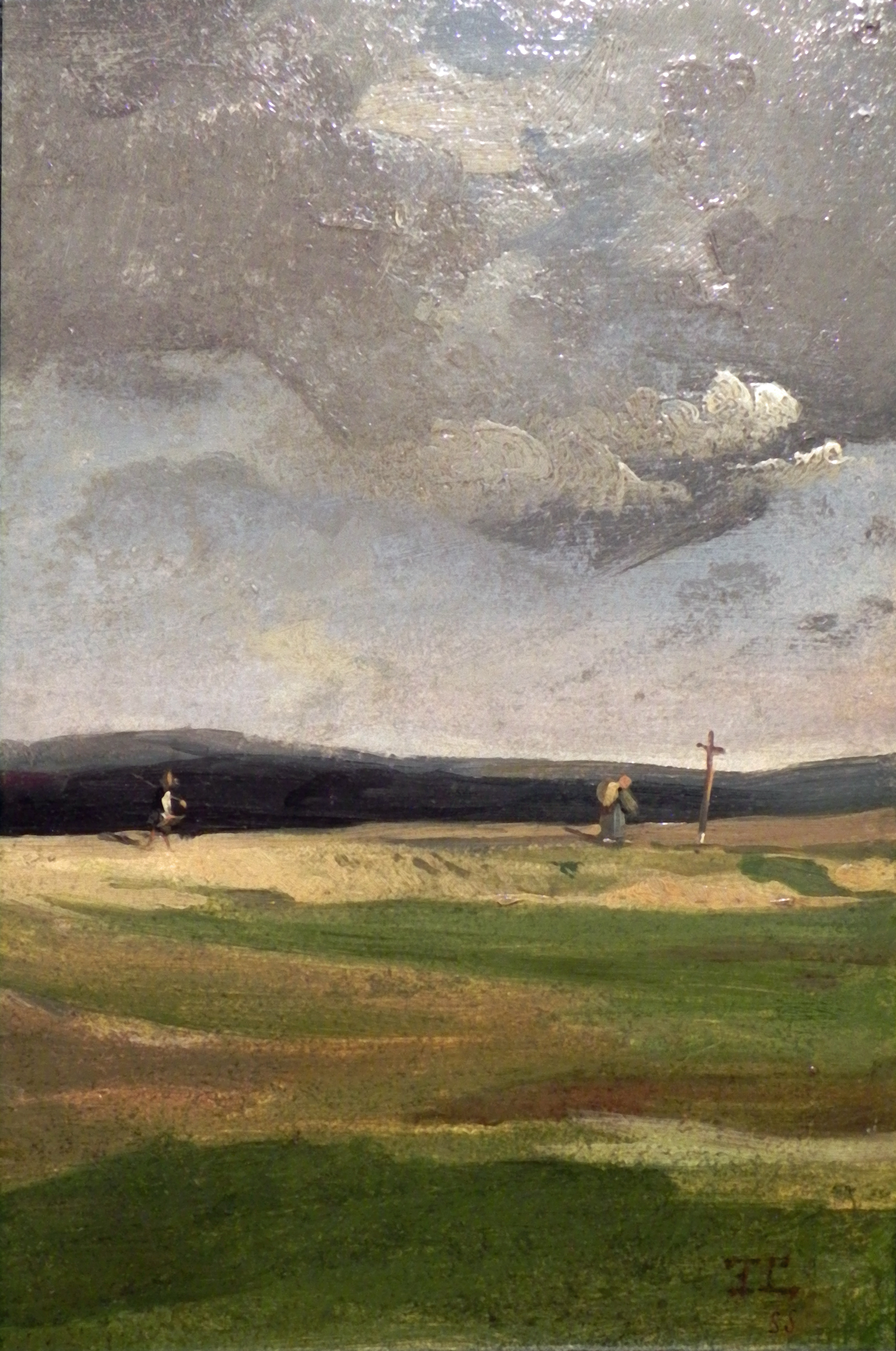
Gewitterstimmung, 1855, Niedersächsisches Landesmuseum Hannover

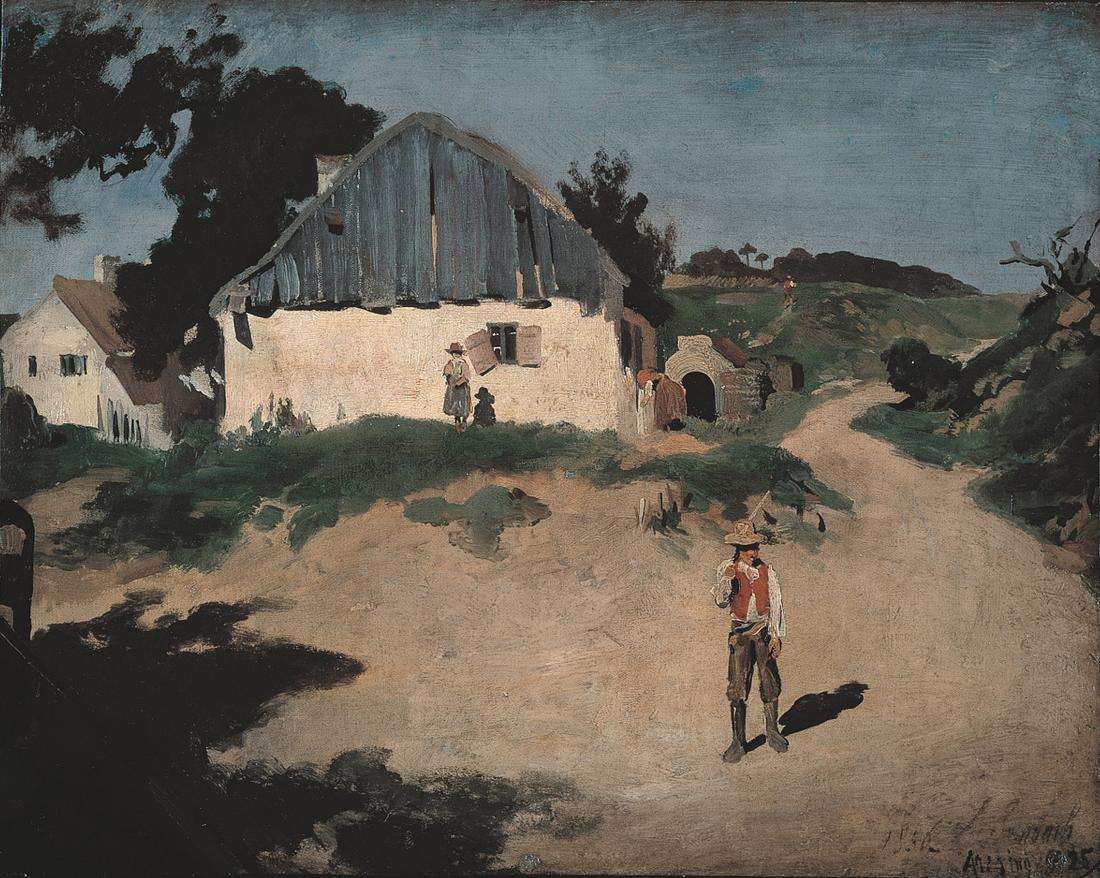
Dorfstraße in Aresing, 1856, Neue Pinakothek, München

Im Januar 1854 wurde er in die Akademie der Bildenden Künste München aufgenommen. Er absolvierte drei Semester in der zeichnerischen Grundausbildung, bevor er 1856 in die technische Malklasse von Hermann Anschütz eintrat.
Während des Studiums setzte er seine Freizeit-Malereien fort. So oft es ging, war er in Aresing, um gemeinsam mit Hofner und später mit anderen Akademiestudenten zu malen. Die Aresinger Malschule erwarb sich schließlich auch in München ein gewisses Ansehen, und Lenbach konnte mit seinen Arbeiten seinen Lebensunterhalt verdienen: Für festliche und familiäre Anlässe wurden seine Arbeiten gerne gekauft. Eine profane, aber wichtige Gelderwerbsquelle waren für ihn sogenannte Schützenbilder: runde Gemälde in passender Größe, die bei Schützenfesten auf die Schießscheibe montiert wurden. Einige dieser Scheiben sind erhalten geblieben, manche mit einer Vielzahl von Durchschusslöchern.
Seine bäuerlichen Genrebilder lassen eine rasche Entwicklung vom Übenden zum Künstler erkennen: Seine Technik wurde sicherer, seine Gegenstände wurden lebendiger. Seine damaligen Arbeiten lassen noch keineswegs den späteren Porträtmaler erkennen; sie zeigen vielmehr eine eigenständige Malweise, die sich von Konventionen der Akademiemalerei löste. In dieser Hinsicht ist sie, trotz stilistischer Unterschiede, mit den Freilicht-Malschulen vergleichbar, die zur gleichen Zeit in Frankreich aufblühten.
1856 wurde Karl Theodor von Piloty an die von Wilhelm von Kaulbach geleitete Akademie berufen. Damit verbunden war eine künstlerische Erneuerung. Dem literarisch geprägten Klassizismus mit zeichnerisch durchkomponierten Bildern setzte Piloty eine Kunstauffassung entgegen, die Akzente mit einer effektvollen, die Stimmung modulierenden Farbgebung setzte. Dieser Malstil kam Lenbach entgegen; er bewarb sich um die Aufnahme in Pilotys Malklasse und wurde im November 1857 dort aufgenommen.

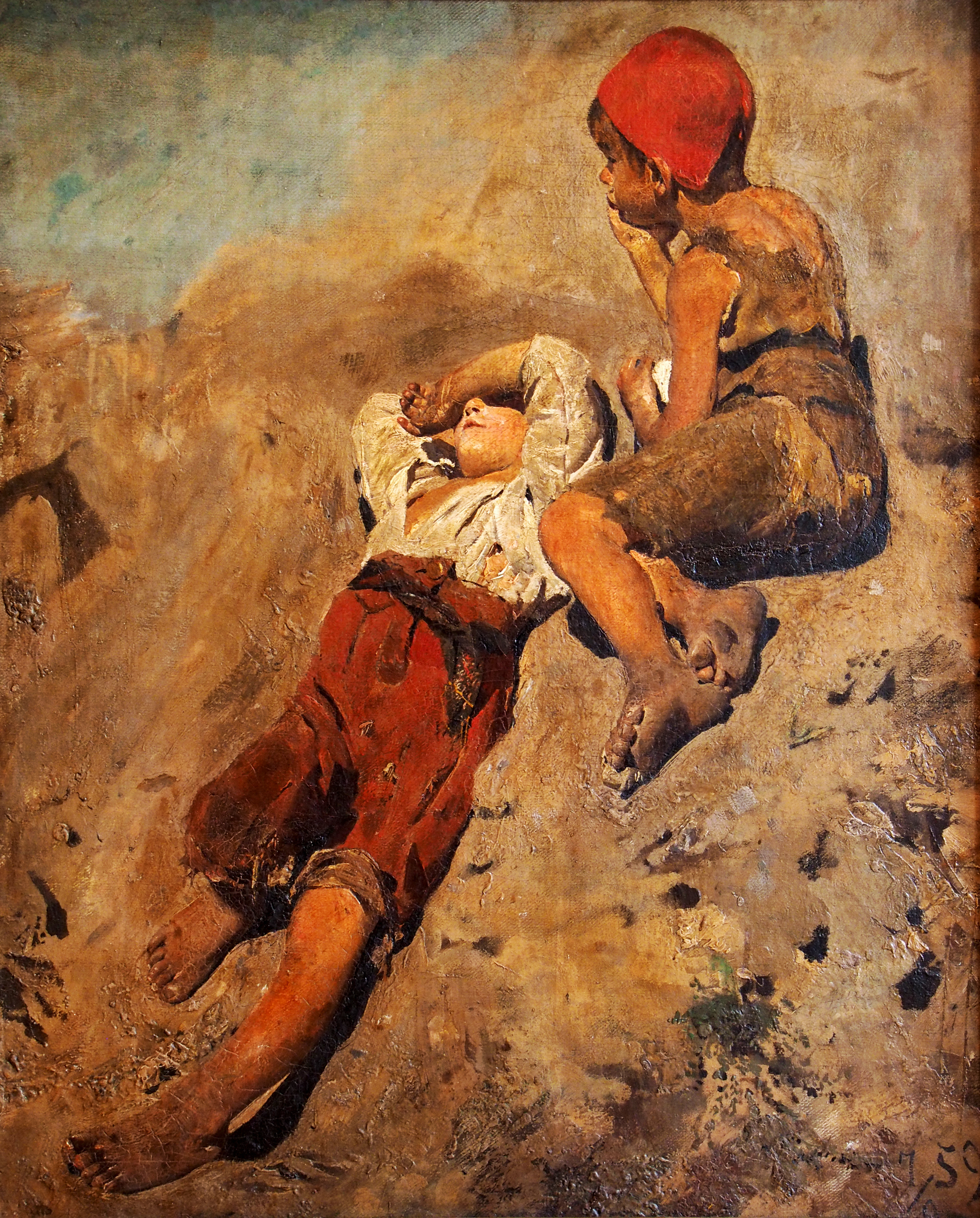
Italienerknaben, 1859, Weimarer Stadtschloss

### Erste Erfolge
Piloty konzentrierte sich auf historische und literarische Themen in großformatigen Bildern. Sein Schüler Lenbach versuchte dessen Anforderungen gerecht zu werden und gleichzeitig seine in Aresing erprobten Erfahrungen zu nutzen. Mit diesem Ansatz hatte er Erfolg. 1858 konnte er sein Bild Landleute vor einem Unwetter flüchtend auf der Deutschen Historischen Kunstausstellung im Münchner Glaspalast ausstellen und für 450 Gulden verkaufen. Außerdem gewährte man ihm ein Staatsstipendium.

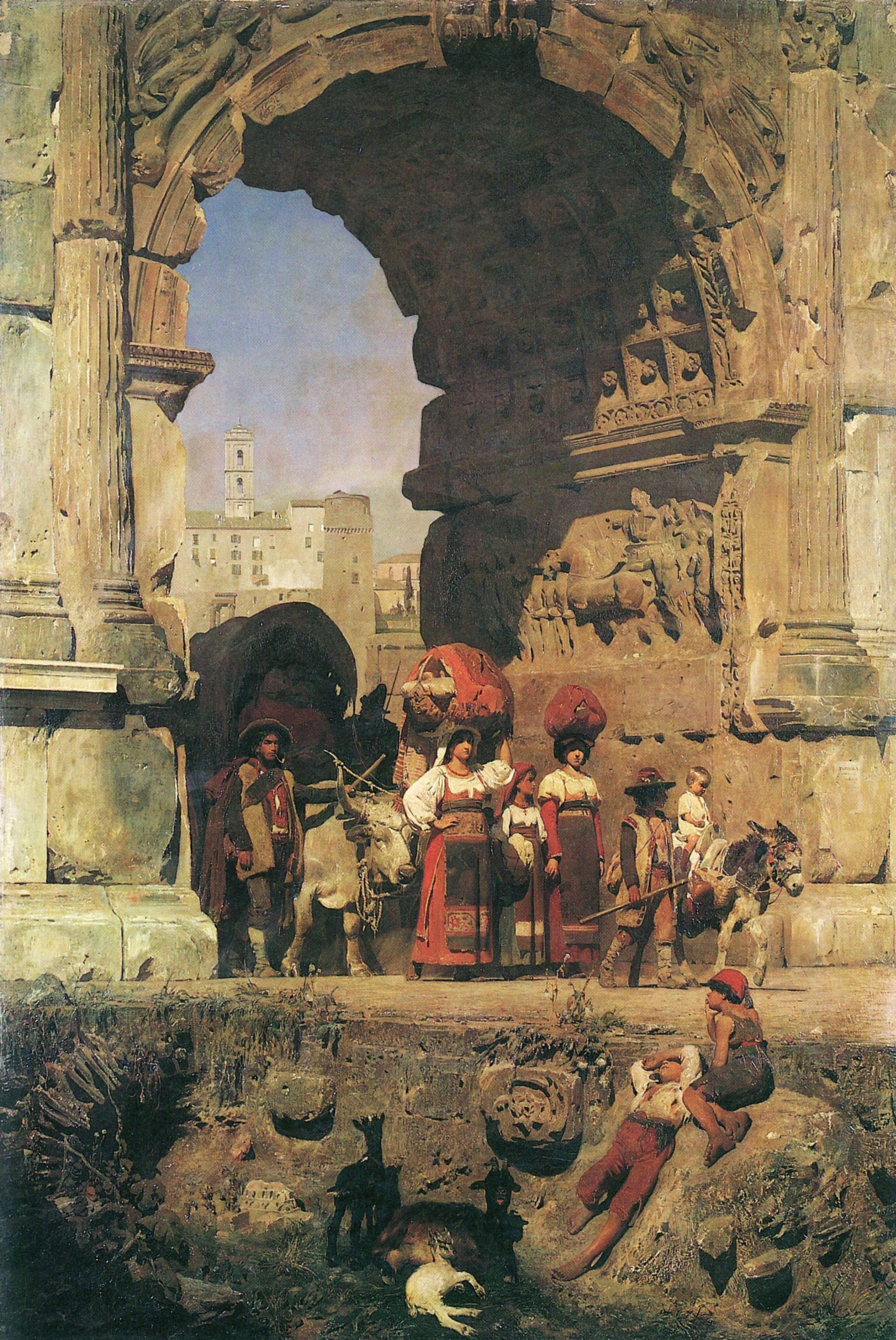
Der Titusbogen, 1860, Ungarische Nationalgalerie, Budapest

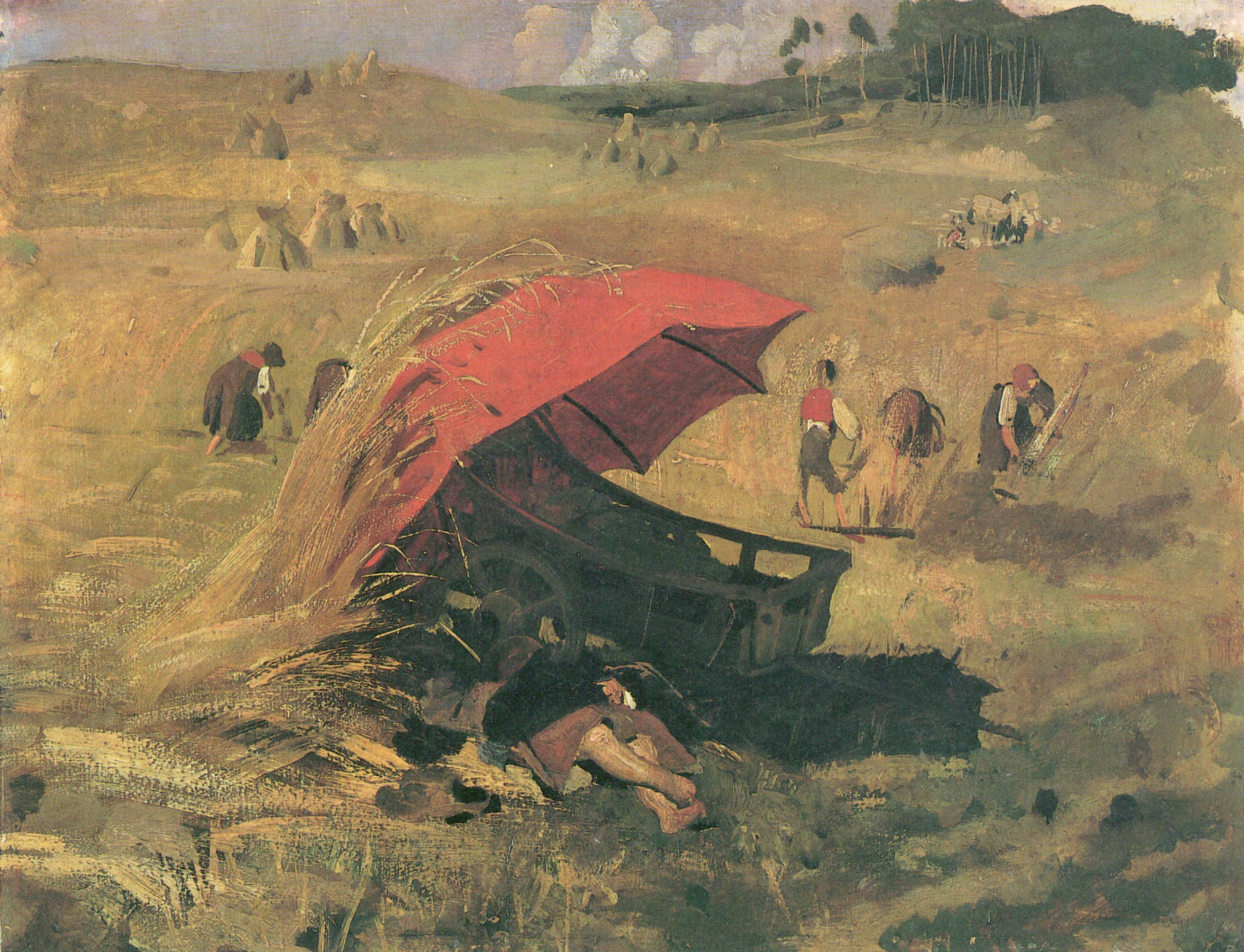
Der rote Schirm, 1859, Kunsthalle Hamburg

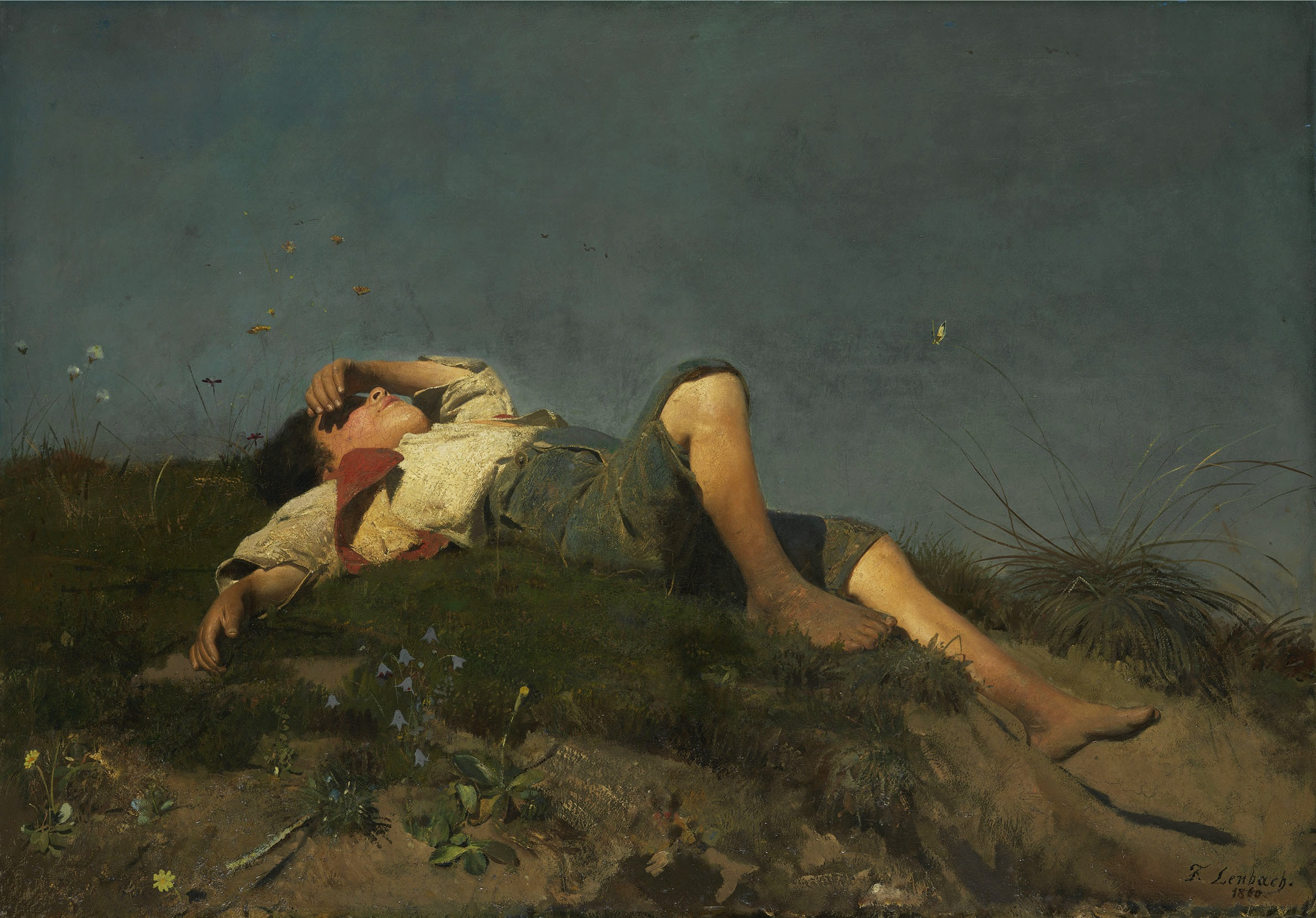
Hirtenknabe, 1860, Bayerische Staatsgemäldesammlungen, Sammlung Schack, München

Ausgestattet mit diesen Mitteln, unternahm er von August bis November 1858 gemeinsam mit seinem Lehrer Piloty eine Studienreise nach Rom. Ein Ergebnis dieser Reise, das Bild Titusbogen, konnte er, möglicherweise durch Vermittlung von Piloty, 1860 dem Grafen Pálffy verkaufen. Er hatte dieses Bild zu Hause in Aresing vollendet; für die figürliche Ausstaffierung standen ihm Aresinger Jugendliche Modell.
Im Sommer 1859 entstand das Bild Der rote Schirm, das von Kritikern als Frühwerk eines deutschen Impressionismus gerühmt wird. Es weist eine Eigenständigkeit der Farbgebung auf, die weit über das hinausgeht, was Piloty ihn lehrte. Trotz seiner wachsenden künstlerischen Eigenständigkeit blieb er Piloty verbunden und ließ sich weiterhin mit Anregungen und Korrekturvorschlägen von ihm beraten.
Im Spätsommer 1859 unternahm er eine weitere Studienreise, die ihn nach Stuttgart, Straßburg, Paris, Brüssel, Lüttich, Aachen und Köln führte. Während dieser Reise fand ein weiteres Bild von ihm einen Käufer: Sein im Münchner Kunstverein ausgestellter, 1860 entstandener Bayrischer Bauer wurde für 250 Gulden von Albert Havemeyer aus New York erworben. 1860 oder im Jahr davor entstanden vermutlich auch die ersten Auftragsporträts.
Auch während er als erfolgreicher junger Künstler eigenständig geworden war, blieb Lenbach seiner Familie solidarisch verbunden. Er unterstützte seine Geschwister mit Besorgungen und Geldvorschüssen. Das Uhrmachergeschäft seines jüngeren Bruders Ludwig diente ihm als Anlaufstelle, über die er Verbindung zu seinen Kunden halten konnte, wenn er nicht in München weilte. Er vermittelte im Konflikt zwischen dem älteren Halbbruder Franz, der seine Rolle als Familienvorstand und Unternehmer eher schroff und autoritär ausfüllte, und den jüngeren Geschwistern, vor allem jenen aus der zweiten Ehe des Vaters. 1866 stellte er seine beiden ledigen Schwestern, die unter harten Umständen in abhängiger Stellung ihr Leben fristeten, zur Führung seines Haushalts ein.

### Lehrtätigkeit und künstlerische Neuorientierung

#### Professur in Weimar

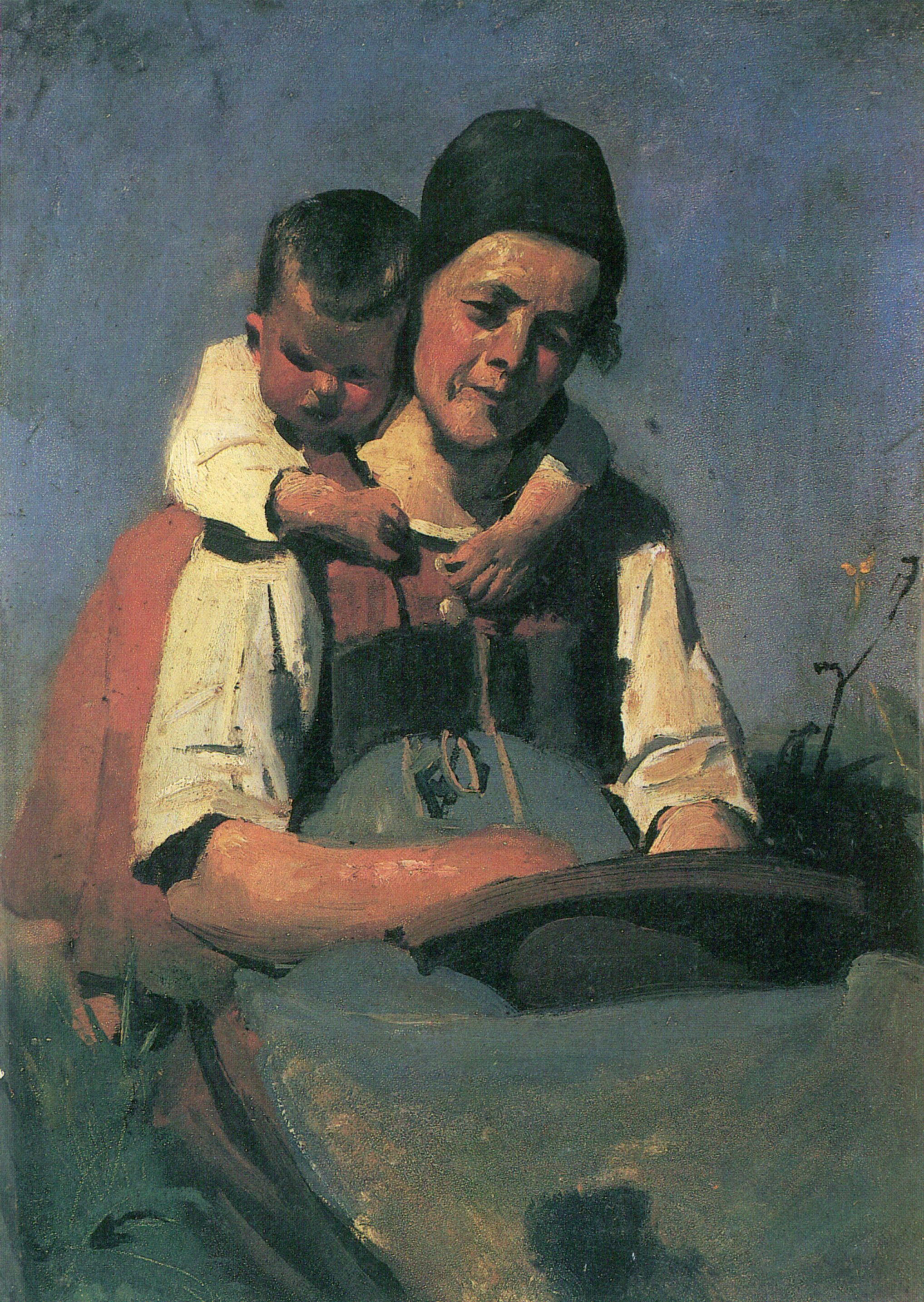
Bäuerin mit Kind, 1861, Niedersächsische Landesgalerie, Hannover

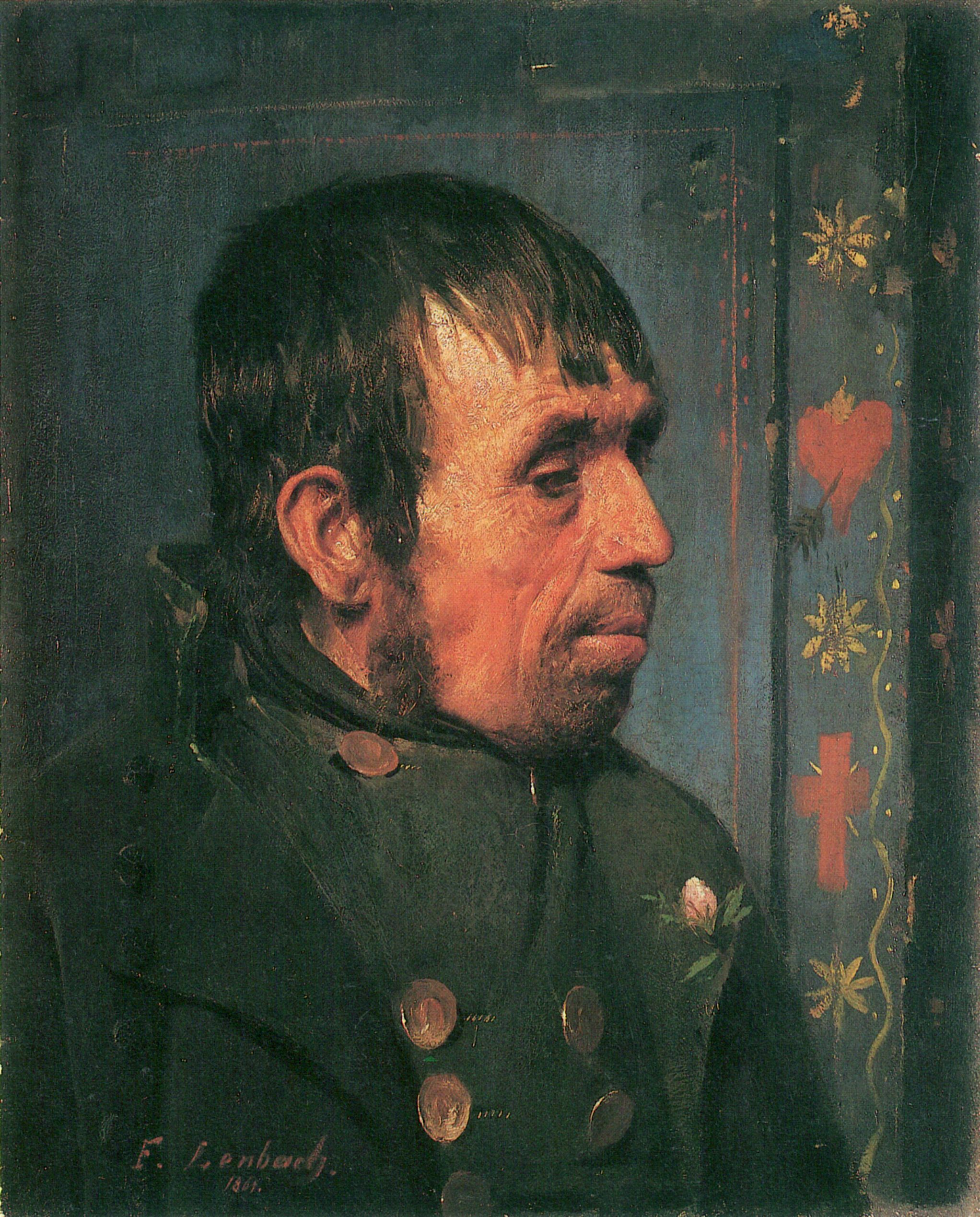
Kopf eines Bauern, 1861, Städtische Galerie im Lenbachhaus, München

Lenbachs weiterem Lebensweg kamen zwei Umstände zugute: Zum einen der allgemeine Aufschwung der Künste in Bayern zur Mitte des 19. Jahrhunderts, gefördert durch die Könige Ludwig I. und Maximilian II., aber auch durch den Kunstsinn des Adels und des gehobenen Bürgertums. Zur Mitte des Jahrhunderts entstand eine Reihe von Kunstvereinen und Galerien, Kunstwerke fanden ein lebhaftes Interesse und regen Absatz. Zum anderen profitierte Lenbach, wie viele seiner Studienkollegen, von der Förderung durch seinen einflussreichen Lehrer Piloty, der mit Hilfe seiner guten Verbindungen viele seiner Schüler in gute Stellungen vermitteln konnte.
Auch in Sachsen förderte der dortige Großherzog Carl Alexander die Künste. Im Juni 1860 wurde Lenbach als Professor an dessen neu gegründete Großherzogliche Kunstschule in Weimar berufen, gemeinsam mit den Piloty-Schülern Arthur von Ramberg und Georg Conräder sowie dem Schweizer Arnold Böcklin. Mit seinen Schülern ging Lenbach oft hinaus und übte mit ihnen die Freilichtmalerei nach dem gewohnten Aresinger Vorbild. Der Kunsthistoriker Walter Scheidig sieht in Lenbach sogar den Begründer der einige Jahre später zur Blüte gekommenen Weimarer Landschaftsmalerei.
Lenbach freundete sich mit Arnold Böcklin und dem etwas später als Professor in Weimar eingestellten Reinhold Begas an. Man verabredete sich zu gemeinsamen Porträtstudien. Lenbach lernte bereitwillig von dem älteren Böcklin, machte sich Methoden der Kontrastsetzung und der Farbabstufung sowie die Kunst der planvoll eingesetzten Härten zu eigen. Dabei entwickelte er einen eigenen Porträtstil, der die persönliche Individualität der dargestellten Person in den Vordergrund stellte – im Gegensatz zum damals praktizierten Stil, der durch planvoll arrangierte Kleidungsstücke, Accessoires und Symbole der gesellschaftlichen Rolle der Person große Aufmerksamkeit widmete.

#### Studium der alten Meister und Schack’sche Kopiensammlung

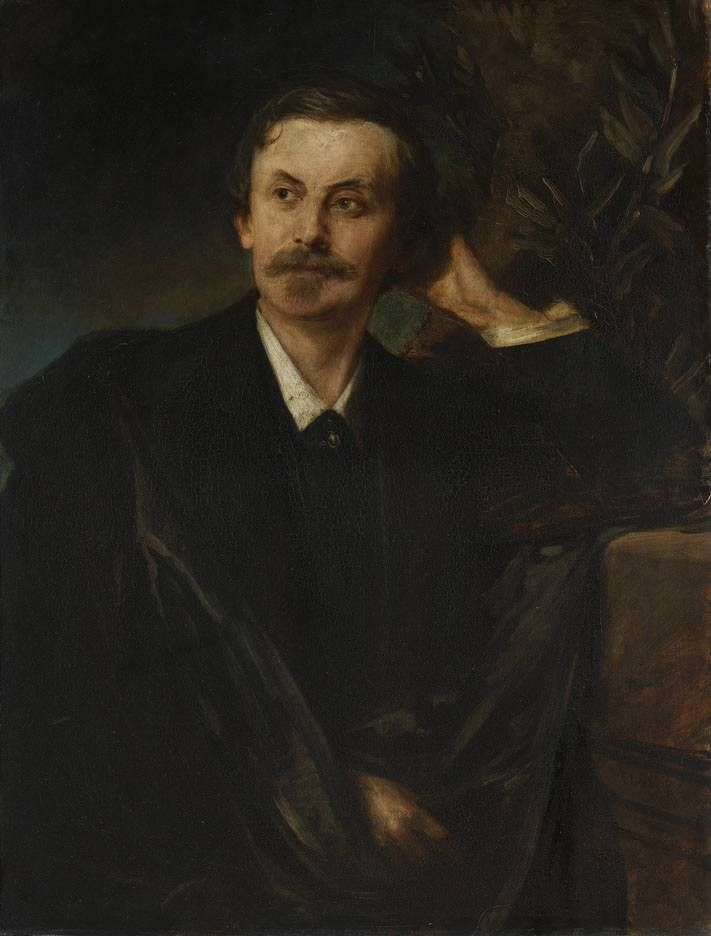
Adolf von Schack, 1875, Sammlung Schack, München

Im April 1862 schied Lenbach auf eigenen Wunsch aus der Weimarer Kunstschule aus. Nach seiner später geäußerten eigenen Einschätzung hatte er noch mehr zu lernen, als er lehren konnte. Er strebte einen weiteren Studienaufenthalt in Italien an. „Ich blieb nur anderthalb Jahre in Weimar. Die Erkenntnis, dass ich selber erst lernen statt lehren müsse, trieb mich fort, dazu die Sehnsucht nach Italien.“ Mit dem Ende seiner Tätigkeit in Weimar gab er auch seine Landschaftsmalerei ein für alle Mal auf.

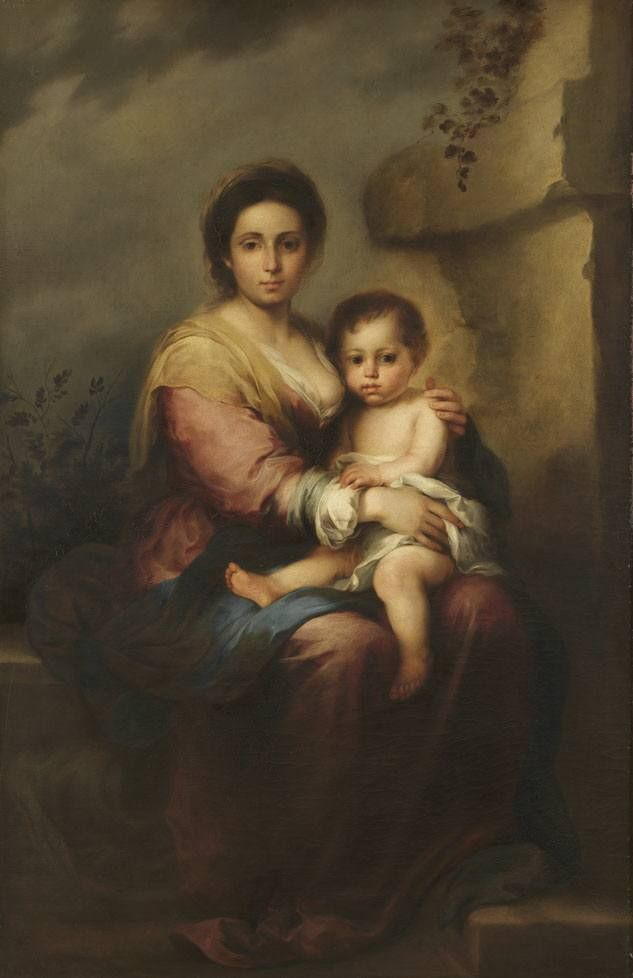
Madonna (nach Murillo), 1865, Sammlung Schack, München

Zunächst wandte er sich nach München, wo er sich in Kopierstudien den alten Meistern zuwandte, deren Werke in der Pinakothek ausgestellt waren. In München lernte er den Baron und Kunstsammler Adolf Friedrich von Schack kennen. Dieser wollte seine Kunstsammlung durch hochwertige Kopien altmeisterlicher Werke ergänzen – eine damals unter wohlhabenden Kunstfreunden in Deutschland und noch mehr in Frankreich gängige Praxis. Beispielsweise befinden sich in den Kopierregistern des Louvre viele der berühmtesten Namen jener Zeit. Die Schack’sche Kopiensammlung von 85 Gemälden, zu der Lenbach mit 17 Werken den Grundstock legte, war eine der bedeutendsten ihrer Art, beispielsweise neben der noch umfangreicheren, aber aufgelösten Sammlung von Bernhard von Lindenau, der Potsdamer Sammlung von Raffael-Kopien und Charles Blancs Pariser Musée des Copies.
Im November 1863 konnte Lenbach schließlich nach Italien abreisen, versehen mit einem Jahresgehalt von anfänglich 1000 Gulden, das später auf 1400 und schließlich auf 2000 Gulden erhöht wurde. Bis März 1865 malte er Kopien der Himmlischen und irdischen Liebe von Tizian, der Madonna von Bartolomé Esteban Murillo und von Tizians Gemälde Salome mit dem Haupt Johannes des Täufers. Die Wahl des letzten Bildes ging auf Lenbach selbst zurück; auch bei späteren Kopien akzeptierte Schack häufig Vorschläge Lenbachs.
Im April 1865 siedelte Lenbach nach Florenz um, gemeinsam mit Hans von Marées, der gleichfalls von Schack gefördert wurde und den Lenbach auf dessen Wunsch in seine Obhut nahm. Dort entstanden im selben Jahr die Kopien eines Einzel- und eines Gruppenporträts von Tizian, des sogenannten Jungen Engländers und des Konzerts. Von diesen beiden Bildern wird vermutet, dass sie auf Lenbach einen besonders prägenden Einfluss hatten, da sie mit sparsamen bildnerischen Mitteln einen wirkungsvollen Eindruck der porträtierten Personen verschaffen. Auch die Auswahl weiterer Bilder, die er kopierte, nämlich drei weitere Porträts von Tizian und ein Selbstbildnis von Peter Paul Rubens, ließ seine beginnende Vorliebe für das Porträt erkennen. Erst auf wiederholtes Drängen von Schack malte er auch eine Kopie der Venus von Tizian.
Schack schätzte die Lenbachschen Arbeiten sehr. Sowohl er selbst als auch viele seiner Zeitgenossen hielten sie sogar den Originalen ebenbürtig. In der Schack’schen Galerie hingen sie gleichberechtigt zwischen zeitgenössischen Originalen, wobei die Kopien nicht unter dem Namen des Kopisten, sondern unter dem Namen des Vorbilds aufgeführt wurden. Stellt man die Originale und die Kopien einander unmittelbar gegenüber, so reicht die Kopie an die Farbkraft und -tiefe des Originals mitunter nicht ganz heran. Allerdings musste Lenbach häufig unter beengten Verhältnissen und bei schlechtem Licht kopieren, und er verwendete nicht die gleichen Farbmittel wie seine Vorbilder.

#### Neuanfang in München und Reise nach Spanien

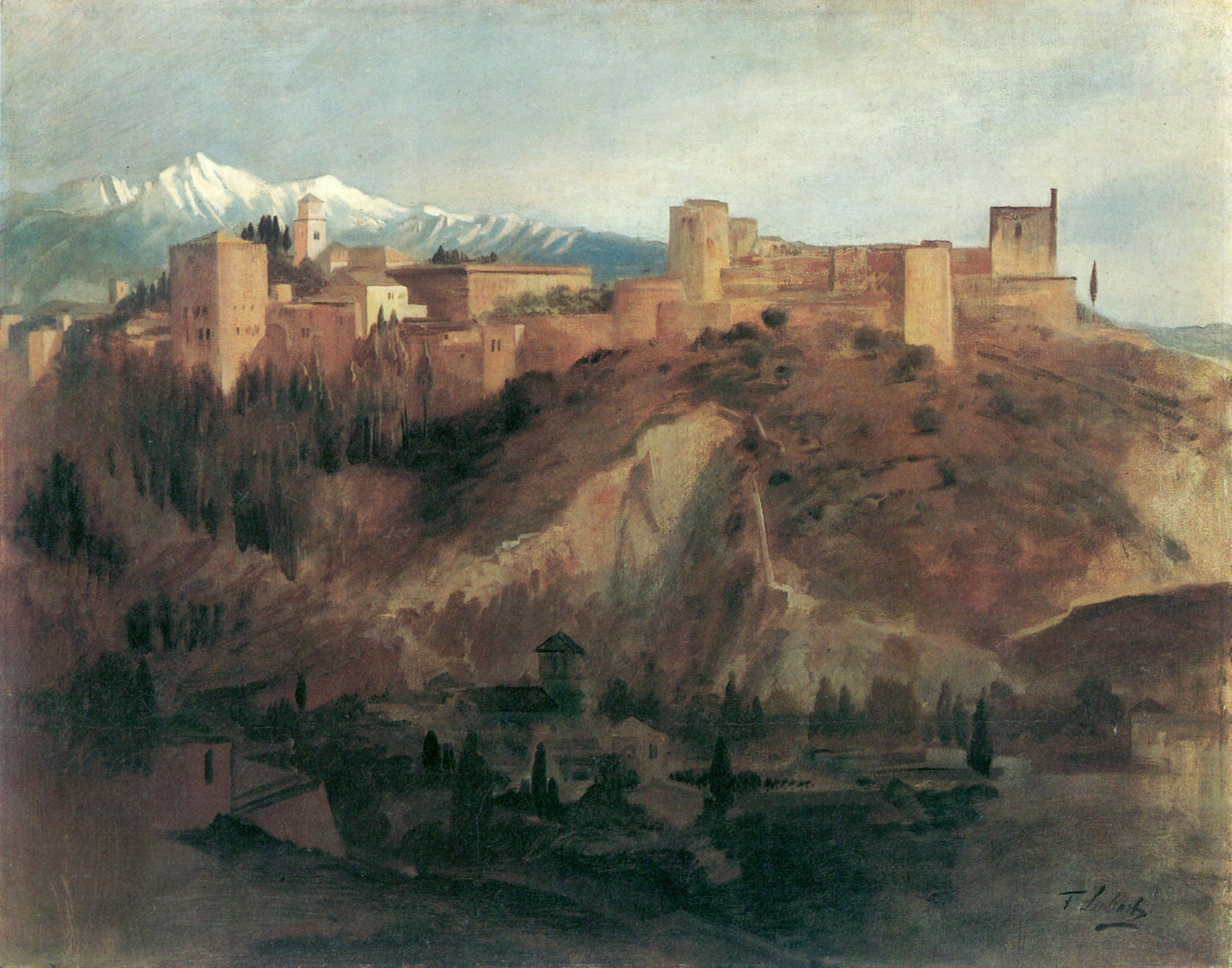
Die Alhambra in Granada, 1868, Sammlung Schack, München

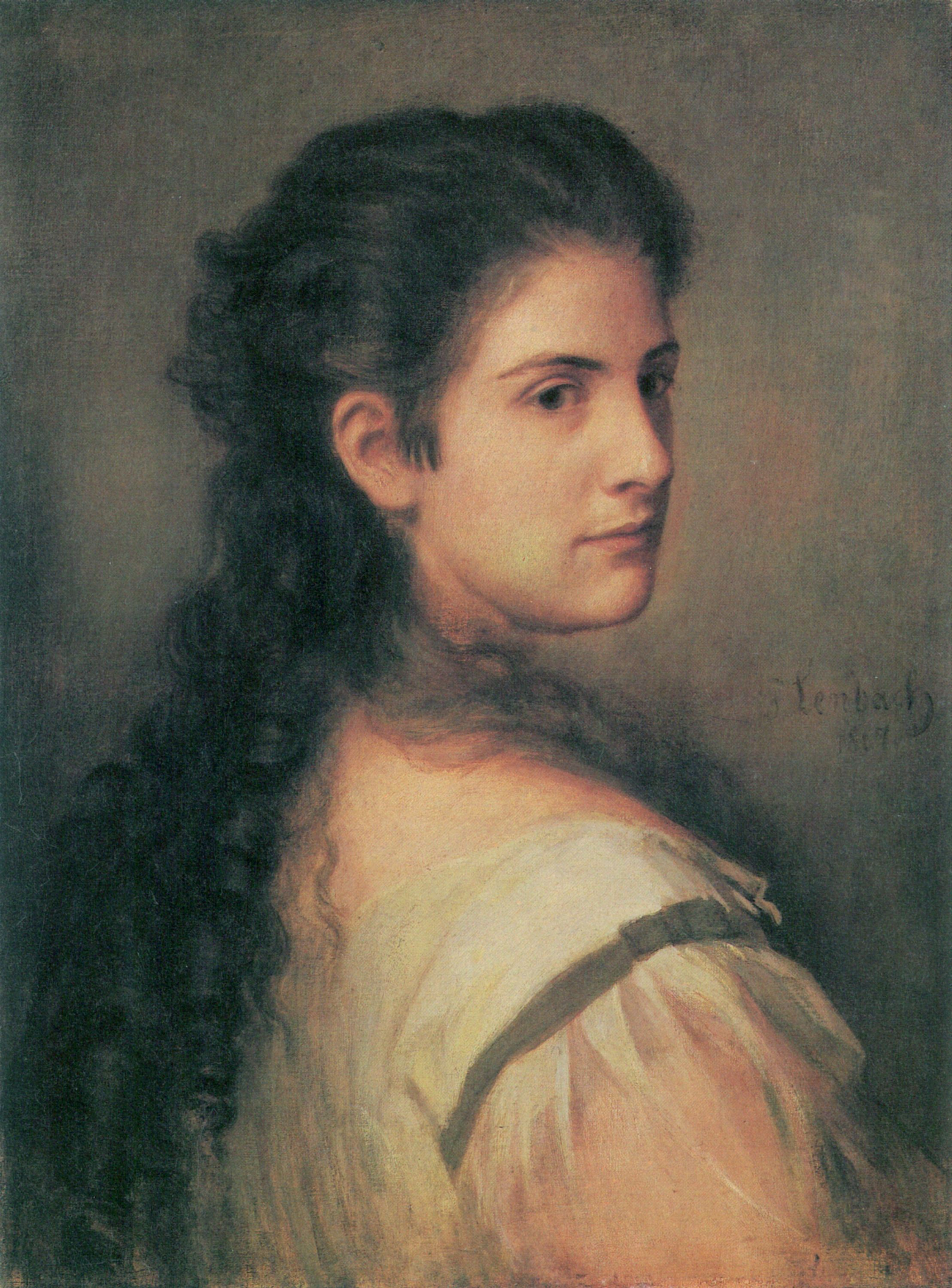
Anna Schubart, 1867, Sammlung Schack, München

Im Juni 1866 kehrte er nach München zurück, mietete sich ein Atelier in der Augustinerstraße und versuchte, als Porträtmaler Fuß zu fassen. Er hatte bereits gute Verbindungen zur gehobenen Gesellschaft, trotzdem war die Auftragslage eher prekär. Er warb bei potentiellen Kunden eifrig darum, bei ihm zum Porträt zu sitzen, arbeitete von früh morgens bis in die Nacht; bezahlte Aufträge waren jedoch eher Ausnahme als die Regel.
Auf der Weltausstellung von 1867 in Paris erhielt Lenbach eine Goldmedaille III. Klasse. Im September desselben Jahres reiste er über Paris nach Spanien, um weitere Kopien für Schack anzufertigen. Diese Reise nutzte er, um Kopien zweier berühmter repräsentativer Herrscherbildnisse zu malen. Als erstes widmete er sich dem um 1632 von Diego Velázquez gemalten Porträt von König Philipp IV. von Spanien im Jagdkostüm. Sodann kopierte er das Reiterbildnis Karls V. von Tizian. Das mächtige Hochformatbild, 3,36 m × 2,80 m groß, war 1548 während des Reichstags zu Augsburg entstanden. Als Verkörperung des Machtanspruchs des Kaisers ist es eines der politisch wichtigsten Bildnisse seiner Art; in den barocken Herrscherporträts von Rubens und Velázquez finden sich Anklänge an dieses Vorbild. Für Schack war dieses Porträt das erste Monumentalbild seiner Sammlung. Im Frühjahr 1868 reiste er gemeinsam mit Schack und Ernst von Liphart. Auf dieser Reise malte er einige Landschaftsbilder, darunter Die Vega von Granada und Die Alhambra in Granada. Auf dem Bild Der Tocador de la Reina hat er auch seine Reisegefährten abgebildet.
Während seiner Kopiertätigkeit für Schack in Italien und Spanien arbeitete Lenbach mit dessen Einverständnis auch an eigenen Werken. Im Juni 1868 kehrte er nach München zurück.

### Aufstieg als Porträtmaler

#### Künstlerische Leitbilder

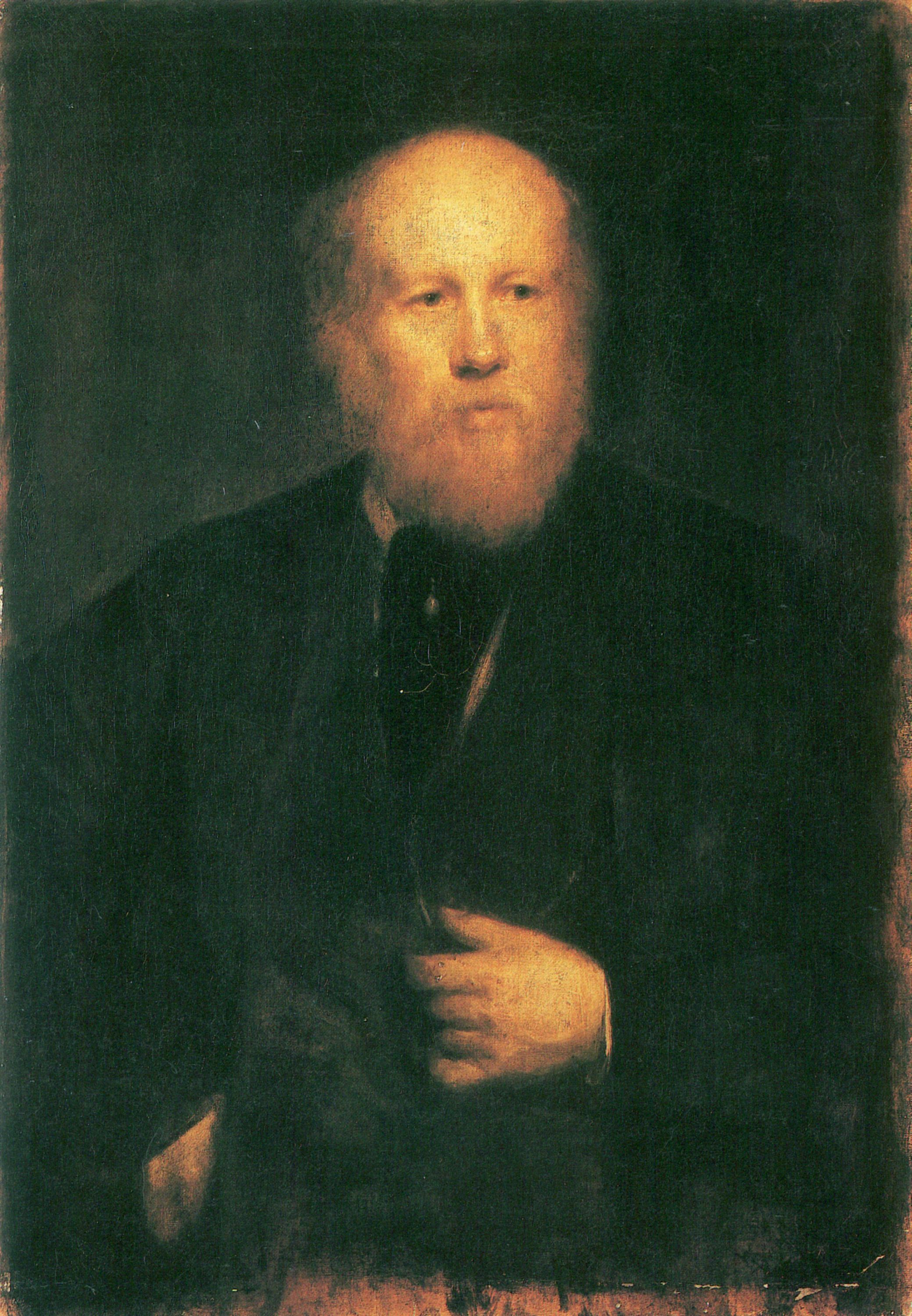
Conrad Geyer, 1869, Städtische Galerie im Lenbachhaus, München

Mit der erneuten Rückkehr nach München begann Lenbachs Karriere als Porträtmaler im engeren Sinne. Seinen eigenen, allerdings in einem späteren Lebensabschnitt getroffenen Aussagen nach folgte er dabei einem festen künstlerischen Ideal: Im Gegensatz zur klassizistischen Malerei seiner Lehrmeister kam es ihm darauf an, die Individualität der dargestellten Person taktvoll darzustellen. „Kunst treiben heißt Takt üben. Mit Takt ist die Größe, das Format der Ausführung […] zu wählen und festzuhalten […] Takt ist ja auch im Leben die Grundbedingung eines sozusagen künstlerischen Verhältnisses der Menschen zueinander. Die Leute, die Takt haben, sind die wahren Aristokraten der Menschheit […]“ Das Porträt hatte gewissermaßen die Aufgabe, sowohl die dargestellte Person als auch den Künstler zu adeln. Diese Auffassung schloss naturalistische Darstellungen von gewöhnlichen Lebensumständen aus und begründet Lenbachs Abkehr von seinen frühen Jahren. Erst recht kam für ihn das, was die französischen Realisten wie Gustave Courbet und Jean-François Millet ins Bild setzten, Darstellungen von Armut und harter Plackerei, als Gegenstand künstlerischer Darstellung nicht in Betracht.
In der Malweise waren für ihn die alten Meister maßgeblich. Maler wie Peter Paul Rubens und Tizian waren die Vorbilder, die seiner Ansicht nach die individuelle Persönlichkeit am besten ins Bild setzten. Ihnen strebte er bis zur völligen Imitation ihres Stils nach. In diesem rückwärts gewandten Sinne sah er sich sogar als Revolutionär, er habe „nichts geringeres vor, als die ganze moderne Kunst über den Haufen zu werfen, wenigstens eine Revolution in der ganzen Malerwelt hervorzurufen“.

#### Gesellschaftlicher und wirtschaftlicher Aufstieg

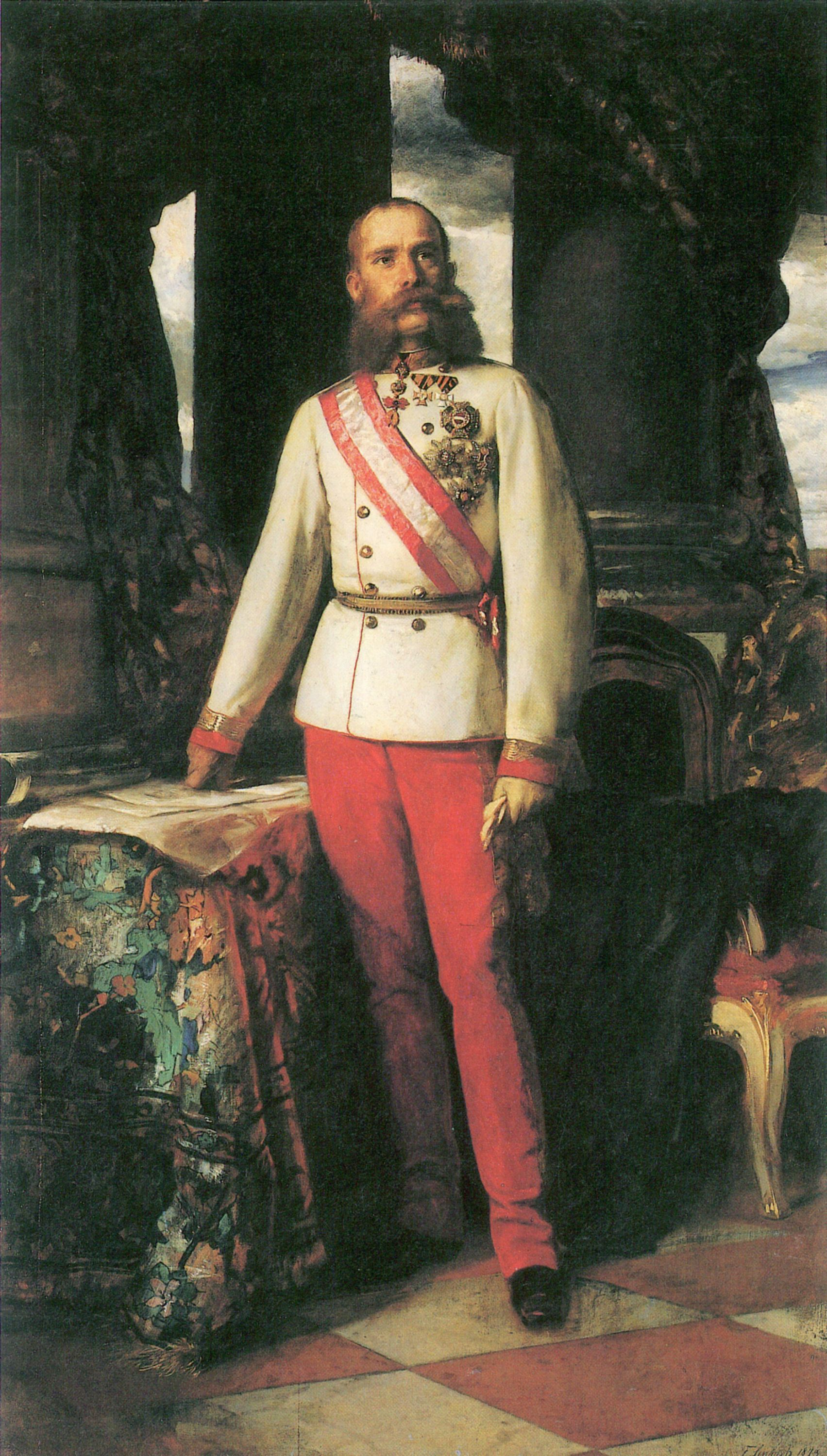
Franz Joseph I., 1873, Kunsthistorisches Museum Wien

Damit einher gingen sein Streben nach gesellschaftlichem Aufstieg und sein ausgeprägter Erwerbssinn. „In Berlin, so hoffe ich, fängt meine Carriere an, 5 000–10 000 fl. jährlich wird mir (sofern ich gesund bleibe) wohl nicht schwer werden, den reichen Ochsen daselbst abzunehmen.“ Allmählich konnte er Fuß fassen; gewann Reputation und Aufträge. Der Durchbruch kam mit der internationalen Kunstausstellung von 1869 im Münchner Glaspalast, auf der auch führende französische Künstler wie Camille Corot, Gustave Courbet, Charles-François Daubigny und Jean-François Millet vertreten waren. Lenbach erhielt eine Goldmedaille.
Lenbachs Malweise kam den Bedürfnissen des aufstrebenden Großbürgertums entgegen. In den Boomjahren in Deutschland und Österreich um und vor allem nach 1870 entstanden enorme Vermögen; das Bürgertum strebte nach Reputation und nach Glanz, der mit dem des Adels wetteifern konnte, und gab große Summen für Kunstkäufe aus. Bilder von Lenbach oder von Hans Makart, die sowohl die Person als auch ihre Räumlichkeiten in nobles Licht setzten, waren für viele die bevorzugte Wahl.
In Wien brachte der Ausbau der Ringstraße einen großen Segen öffentlicher und privater Aufträge für Künstler mit sich, von dem auch Lenbach profitierte. 1870 hielt er sich für mehrere Monate in Wien auf. Dieser Aufenthalt brachte ihm eine Ausweitung seiner Beziehungen; unter anderem in Form von langjähriger Freundschaft zu und Aufträgen von den Familien Wertheimstein und Todesco. Über jene großbürgerlichen Familien öffneten sich ihm schließlich auch die Türen zur allerhöchsten, der sogenannten ersten Gesellschaft: Dem Hochadel bis hin zum Kaiserhaus. In jenen Monaten freundete er sich auch mit Hans Makart an. Seine mehrmonatigen Wien-Aufenthalte wiederholte er bis 1876 jedes Jahr. 1872 hielt er sich für mehrere Monate in Berlin auf.
Bei der Weltausstellung 1873 in Wien war Lenbach unter anderem mit Porträts der beiden Kaiser Wilhelm I. und Franz Joseph vertreten. Das 1873 entstandene Porträt von Kaiser Franz Joseph ist eine gemeinschaftliche Arbeit mit Hans Makart und Arnold Böcklin. In der Art der Darstellung folgt es stark einem 1864 von Franz Xaver Winterhalter angefertigten, damals sehr populären Porträt. Allerdings zählen Kritiker es zu einem von Lenbachs weniger gelungenen Werken: Durch den unentschiedenen Ausdruck und die steife Haltung des Porträtierten sowie durch die unklare Raumsituation und Staffage entstehe – im Gegensatz zu Winterhalters Vorbild – eine unklare, schwache Bildaussage.

#### Künstlergemeinschaft und Privatleben

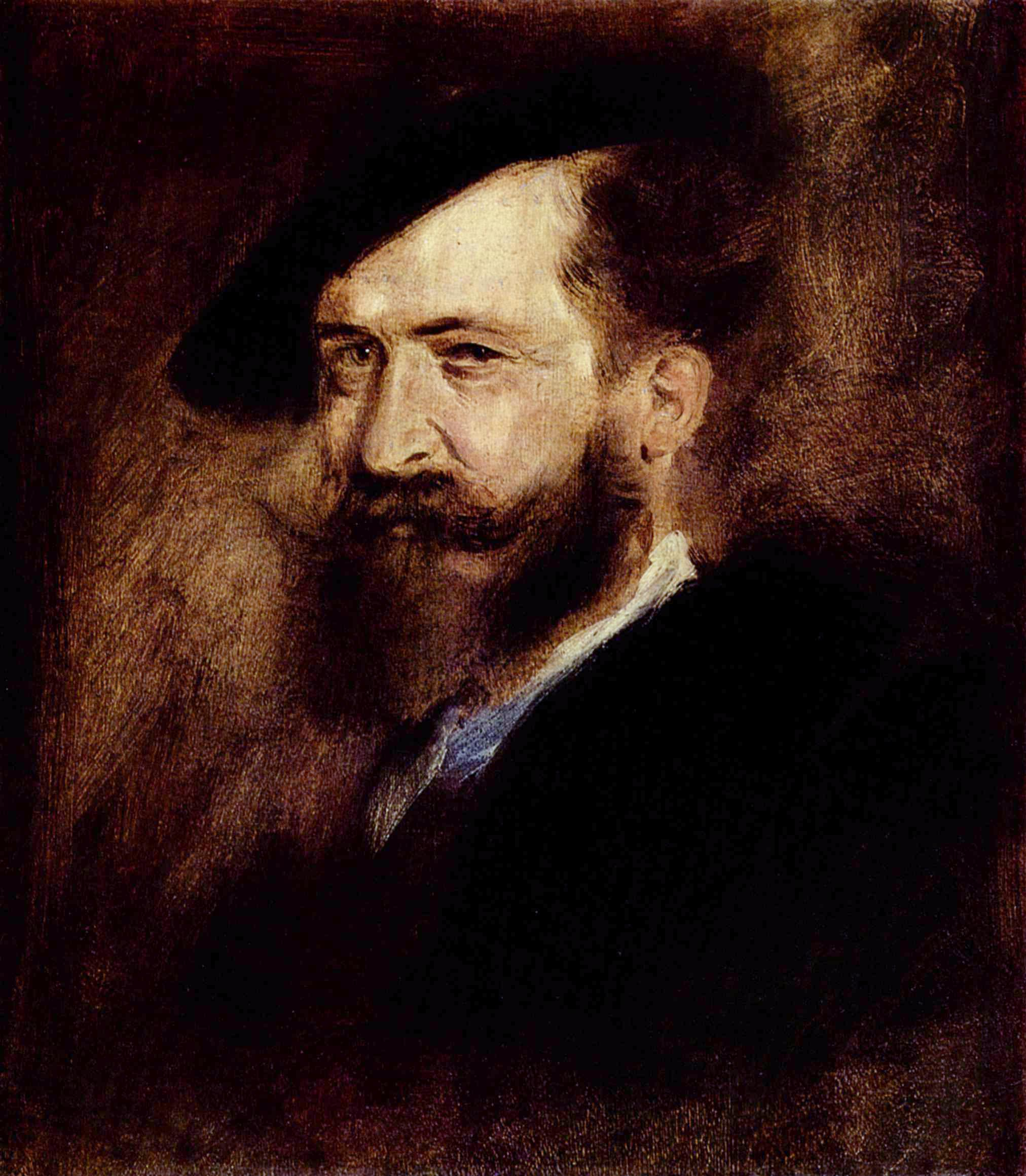
Wilhelm Busch, um 1875, Eremitage St. Petersburg

1873 war seine Stellung bereits so gefestigt, dass ihm selbst der Börsenkrach am schwarzen Freitag, dem 8. Mai, und die darauf folgende Wirtschaftskrise nichts anhaben konnten. Allerdings regte sich in jener Zeit auch erste Kritik von Malerkollegen und Kunstfreunden. Der Kunstschriftsteller Adolf Bayersdorfer urteilte in einer Reihe von Zeitungsartikeln vernichtend über die Wiener Weltausstellung, prangerte „Akademismus und Theater, Archaismen und Phrasen“ und „dünkelhaft renommistischen Chic“ an. Auch Anselm Feuerbach urteilte kritisch über Lenbachs Exponate auf der Weltausstellung: „Lenbach in einigem Ton, aber man glaubt, verputzte alte Bilder zu sehen, viel zu absichtlich.“ Im selben Jahr kam es auch zum Bruch mit seinem langjährigen Freund Arnold Böcklin, der im Gegensatz zu Lenbach von der Wirtschaftskrise schwer getroffen worden war.
Es überwog jedoch Freundschaft und Anerkennung unter Künstlern und Intellektuellen. Zu seinen Freunden zählten, neben dem bereits erwähnten Hans Makart, das Ehepaar Cosima und Richard Wagner, Lorenz Gedon, sein Lehrer Piloty, Wilhelm Busch, Paul Heyse, Reinhold Begas, Friedrich August von Kaulbach und Paul Meyerheim, um nur einige zu nennen.
Mit seinen Münchner Gesinnungsfreunden unter den Künstlern und Kunstfreunden tat sich Lenbach 1873 in der Künstlergesellschaft Allotria zusammen, die als Abspaltung von der alteingesessenen Münchner Künstlergenossenschaft entstand. Lenbach wurde 1879 ihr Präsident. Die Allotria wurde rasch zu einer bestimmenden Größe im Münchner Kunst- und Gesellschaftsleben, und eine Institution der Kontaktpflege zwischen Künstlern und gutgestellten Kunstfreunden. In die Allotria konnte man nicht eintreten, sondern man wurde eingeführt. Neben bildenden Künstlern, Musikern und Theaterleuten gehörten ihr Beamte, Offiziere, Advokaten und Bankiers an.

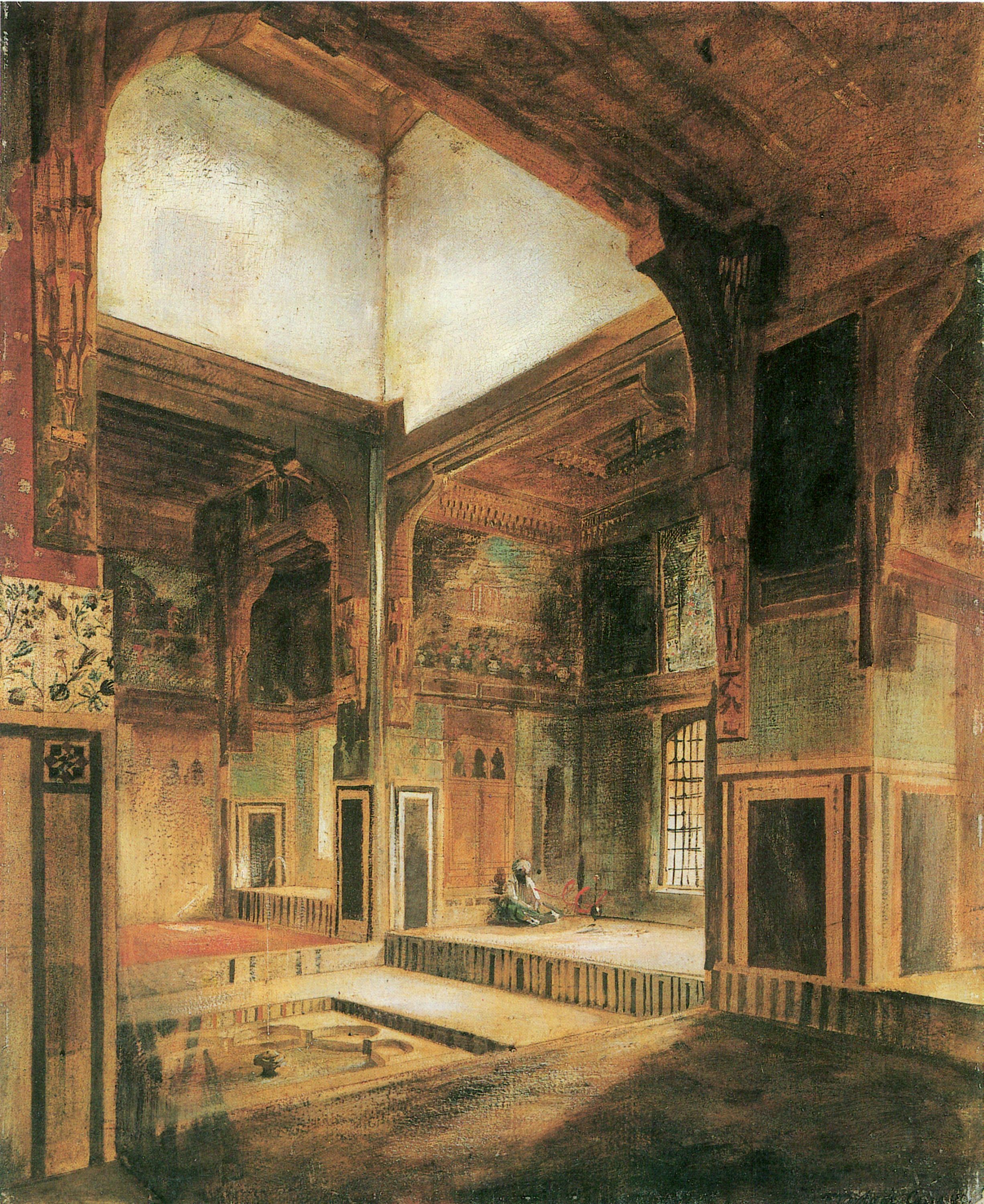
Palastinterieur in Kairo, 1876, Lenbach-Nachlass im Familienbesitz

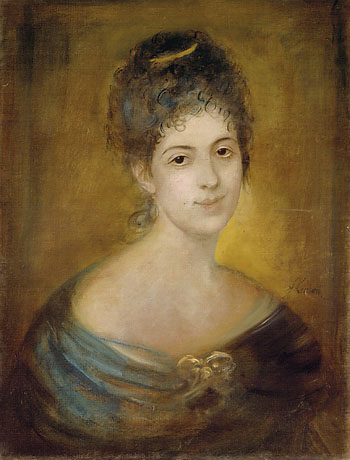
Marie Gräfin Dönhoff, Wien, ca. 1873

Von Juni 1875 bis März 1876 reiste Lenbach mit Hans Makart und anderen Wiener Kunstfreunden nach Ägypten. Begeistert schrieb er seine Eindrücke vom Kairoer Straßenleben nach Hause. „Kairo ist über alle Erwartung fabelhaft, von den 500.000 Einwohnern ist einer merkwürdiger als der andere. […] In den Straßen, deren es unzählige gibt, geht es in allen Kostümen der Welt zu, wie ein Ameisenhaufen, in Paris oder Neapel hat man was das Leben betrifft noch keine Ahnung“. Von dieser Reise sind zwei besondere Bilder erhalten: zum einen das Bildnis eines Arabers, es zeigt einen relativ jungen Mann mit betont exotischer Ausstrahlung, stolzen, vermutlich stilisierten Gesichtszügen und verschlossenem Blick, zum anderen ein für Lenbach einzigartiges Architekturbild; in warmen Brauntönen mit reizvollen Licht- und Schatten-Effekten zeigt es ein Palast-Interieur in Kairo.
Wenig Glück hingegen hatte er, bis über seine Lebensmitte hinaus, in Liebesbeziehungen. Von Liebschaften vor seiner späten Heirat ist nichts bekannt. Andeutungen in seinen Briefen lassen darauf schließen, dass er sich auch deshalb so oft in Wien aufhielt, weil er eine Zuneigung zu Marie Gräfin Dönhoff geborene Principessa Camporeale hegte, einer hervorragenden Pianistin, die mit dem preußischen Diplomaten Karl Graf Dönhoff unglücklich verheiratet war. Lenbachs Hoffnungen erfüllten sich jedoch nicht; Gräfin Dönhoff heiratete, nachdem ihre Ehe Ende 1885 geschieden worden war, den späteren Reichskanzler Bernhard von Bülow.

### Auf dem Gipfel des Erfolges

#### Erfolg in der obersten Gesellschaftsschicht

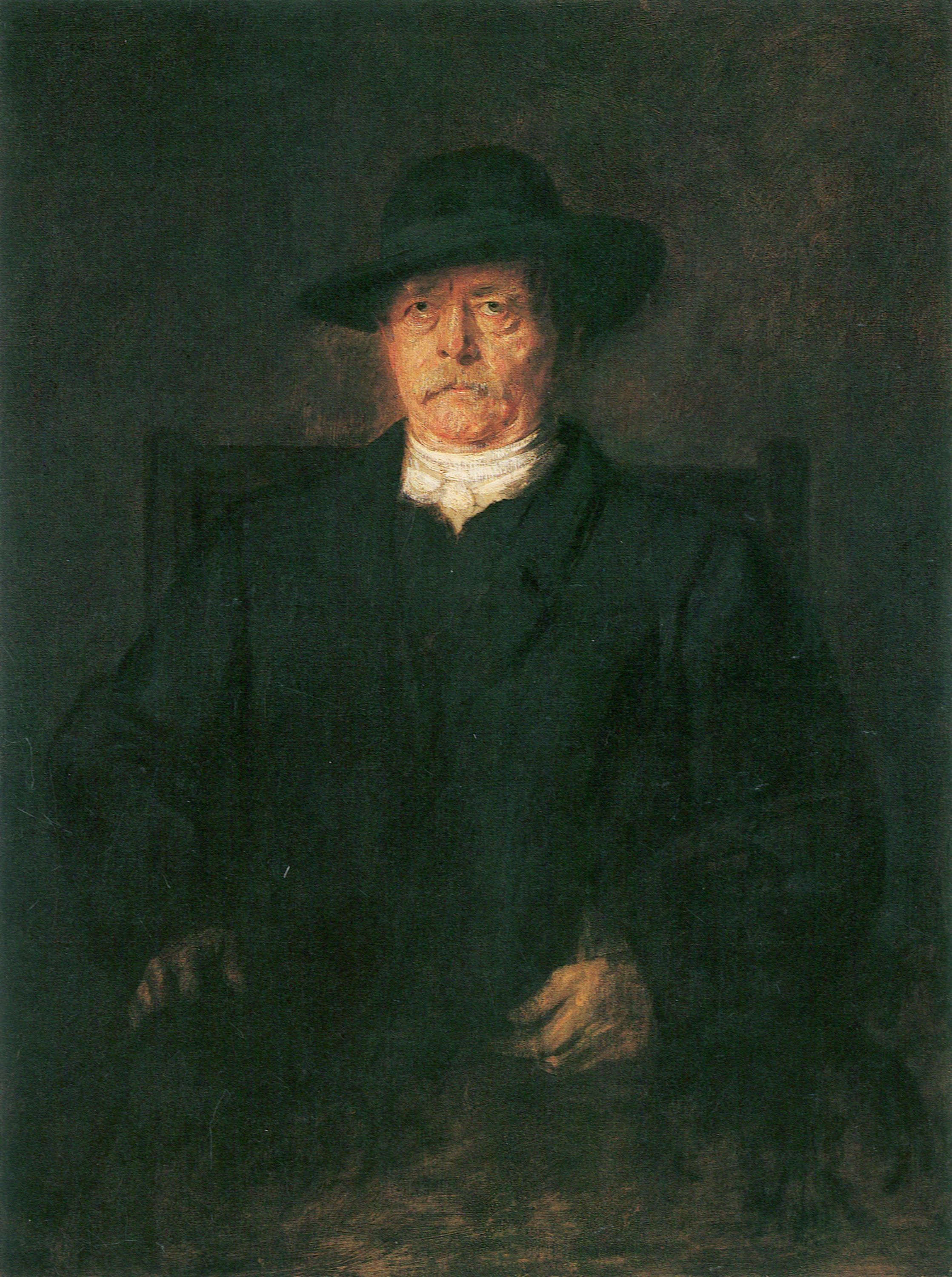
Otto von Bismarck, um 1880, Städtische Galerie im Lenbachhaus, München

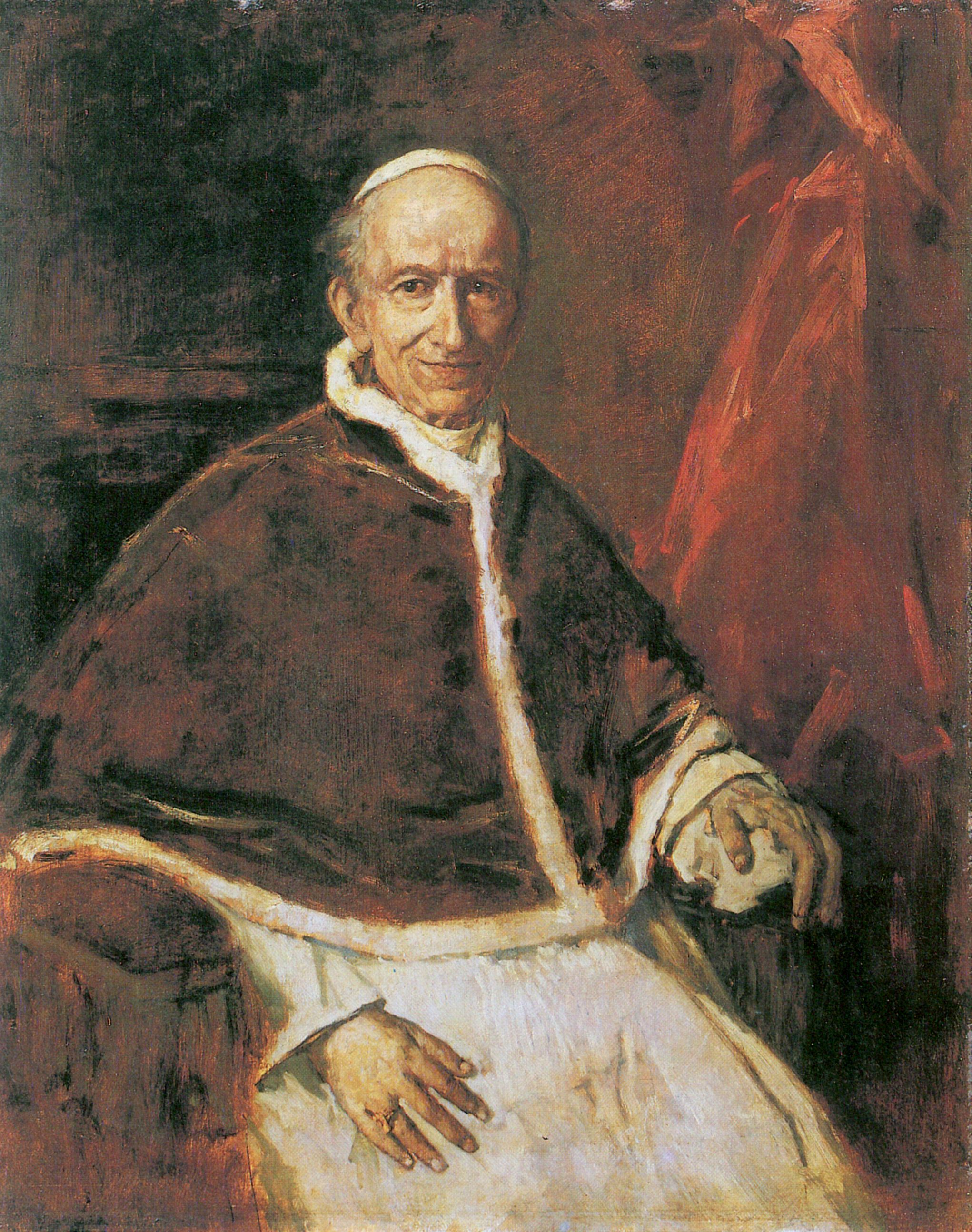
Papst Leo XIII., um 1885, Städtische Galerie im Lenbachhaus, München

1874 begegnete er Otto von Bismarck, unter Vermittlung von Laura Minghetti und weiterer einflussreicher Damen der Gesellschaft, in Bad Kissingen. Dies war der Anfang einer lebenslangen Verbundenheit zwischen dem Maler und dem Reichskanzler, die bis in die heutige Zeit das öffentliche Bild Bismarcks wesentlich prägt.
1882 erhielt Lenbach das Ritterkreuz des Verdienstordens der Bayerischen Krone und wurde als Ritter von Lenbach in den persönlichen Adelsstand erhoben. Lenbach war nun eine führende Persönlichkeit im Münchner Kunstleben. Als in der obersten Gesellschaftsschicht anerkannter und begehrter Porträtist war er durch seine Kunst und durch seinen geschickten Umgang mit Menschen zu Wohlstand gekommen.
1883 reiste er erneut nach Rom, mietete eine Etage im Palazzo Borghese und richtete sich dort Wohnung und Atelier ein. Auch im dortigen gesellschaftlichen Leben war er eine feste Größe. Zeitlebens wahrte Lenbach eine eiserne Arbeitsdisziplin, aber ein fester Teil seiner Zeit war mittlerweile der Repräsentation und dem Empfang von Gästen gewidmet. Dazu stattete er seine Wohnung mit kostbaren Teppichen und Möbeln, Statuen und Raumdekor aus und beschäftigte zwei Diener. Am 1. Mai 1883 fand anlässlich der Aufführung von Richard Wagners Ring des Nibelungen in Rom ein offizieller Empfang der deutschen Botschaft in Lenbachs Palastetage statt.
1885 entstand ein Porträt von Papst Leo XIII. Da der Papst sich nicht die Zeit für langwierige Modellsitzungen nehmen konnte oder wollte, bediente sich Lenbach einer für diesen Zweck hergestellten fotografischen Vorlage – einer Technik, auf die er später noch häufig zurückkam. Das Bild gilt bei der Kritik aufgrund der malerischen Qualität und der ausdrucksvollen Wiedergabe des Gesichts als einer der Höhepunkte in Lenbachs Werk. Lenbach setzte sich für das Porträt offensichtlich mit den Papstporträts der alten Meister auseinander, namentlich Tizians Porträt von Paul III., Raffaels Bildnis von Julius II. und vor allem Velázquez Darstellung von Innozenz X. waren seine Inspirationsquellen. Das Bild wurde mit großem Aufsehen in München, Berlin und anderen Städten öffentlich ausgestellt. Anschließend schenkte es Lenbach dem Münchner Kirchenbauverein, der es kurze Zeit später an die bayerische Staatsregierung verkaufte. Neben diesem Kniestück entstanden noch eine Reihe weiterer Porträts des Papstes, die ebenfalls sehr positive Aufnahme bei Kritik und Publikum fanden.
Im Winter und Frühjahr hielt Lenbach sich jeweils in Rom auf, bis er 1887 die Palastwohnung aufgab.

#### Lenbachs Bismarck-Porträts

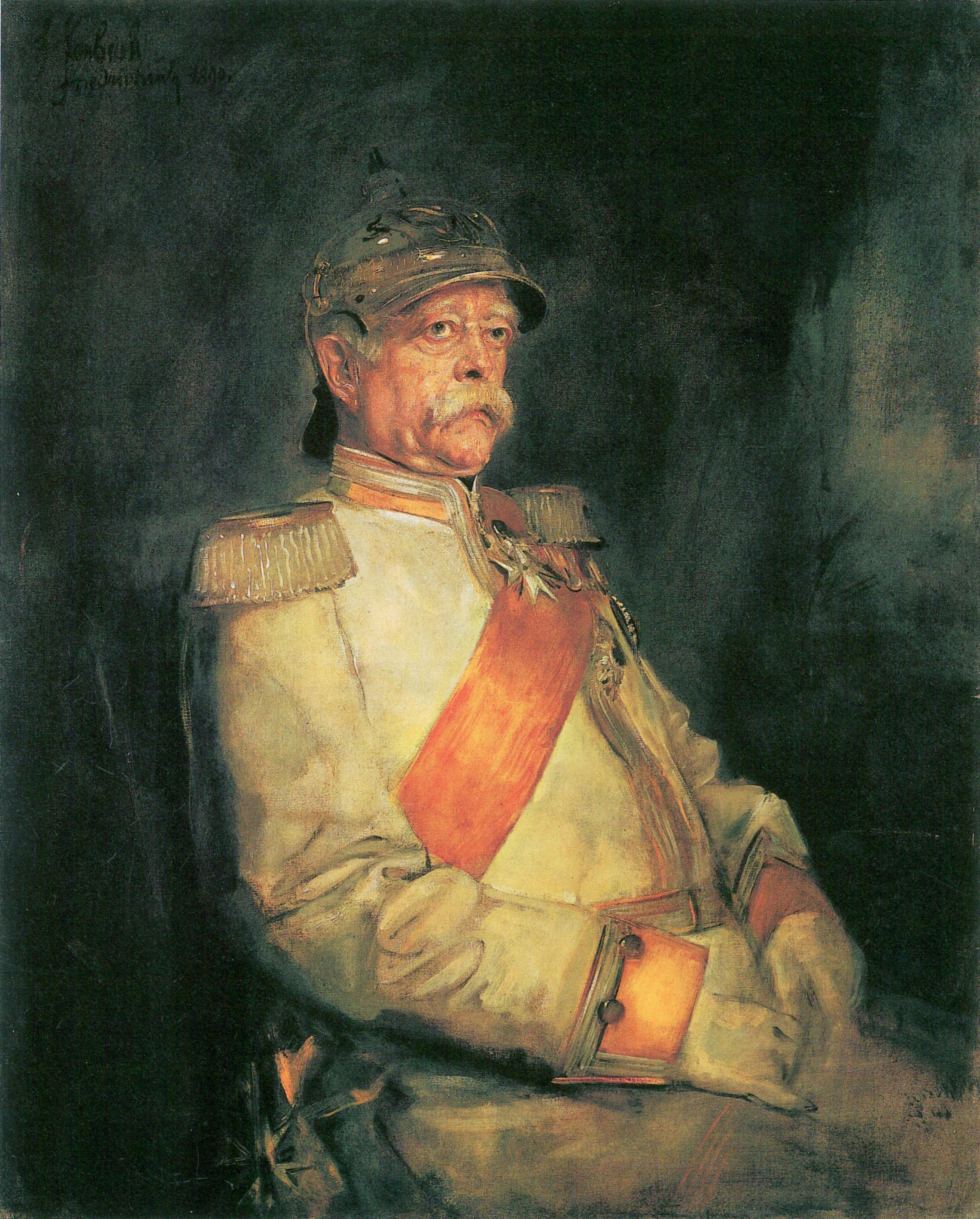
Bismarck in Kürassieruniform, 1890. Städtische Galerie im Lenbachhaus, München

Lenbach schuf bis 1897 rund 80 Gemälde von Bismarck, sowie eine Unmenge von Skizzen und Entwürfen. Um das oben erwähnte erste Zusammentreffen in Bad Kissingen hatte er sich wohl selbst intensiv bemüht, wie aus einem seiner Briefe an Josephine von Wertheimstein hervorgeht. Eine 1877 entstandene Zeichnung, ein Brustbild, ist wohl eines der ersten Porträts des Reichskanzlers, das Lenbach anfertigte. 1879 hielt er sich acht Tage lang im Hause Bismarck auf. Bei dieser Gelegenheit entstand das berühmte, viel replizierte Porträt, das 1880 von der Deutschen Nationalgalerie in Berlin aufgekauft wurde und welches im Zweiten Weltkrieg zerstört wurde. Im Lauf der Zeit wurde Lenbach häufiger Gast im Hause Bismarck; er wurde ins Familienleben einbezogen und kam zu Weihnachtsfeiern und Geburtstagen zu Besuch.
Lenbachs Darstellungen von Bismarck zeichnen sich durch eine reiche Vielfalt aus, sowohl im Hinblick auf die situative Umgebung als auch auf die nuancenreich dargestellten Gemütszustände. Während andere Maler, beispielsweise Anton von Werner, Bismarck ausschließlich als Politiker zeigen, als Redner im Reichstag oder in Historienbildern, bildete Lenbach auch den Privatmann Bismarck ab – in Kniestücken, Halbporträts und Brustbildern. Bismarck ist in Uniform, Gehrock, Mantel oder Jagdanzug gekleidet. Meist konzentriert sich das Bild auf sein Gesicht, das aus dem Dunkel hervortritt. Mitunter zeigt das Bild einen beziehungsreichen Gegenstand in Bismarcks Hand. Beispielhaft hierfür ist ein fein ausgearbeiteten Bild von 1884, welches ihn bei der Lektüre eines Schriftstücks zeigt, das er nahe an seine Augen herangeführt hat. Ein sehr bekanntes Bild dieser Art von 1890 zeigt ihn, wie er mit resigniertem, aber offenem Blick sein Entlassungsgesuch präsentiert.
Die Porträts lassen sich, entsprechend ihrer Entstehungszeit, nach Typen gruppieren. In den 1880er Jahren zeigen die Porträts den Reichskanzler überwiegend als Staatsmann in Zivilkleidung, in Gehrock und Weste oder im Mantel. Ab 1890 Jahr häufen sich Darstellungen von ihm in Uniform. Möglicherweise wollte Lenbach, der über Bismarcks Entlassung 1890 heftig empört war, dessen kämpferische Natur besonders herausstellen. Ein Beispiel dafür ist das 1894 in Friedrichsruh entstandene Bild, das Lenbach dem Museum der bildenden Künste in Leipzig schenkte. Ab Mitte der 1890er Jahre schließlich schuf Lenbach mehrere Fassungen, die Bismarck als den Alten im Sachsenwalde zeigen, als visionären ehemaligen Staatsmann ohne Amt, der weiterhin Anteil am politischen Geschehen nimmt. Ein Beispiel dieses Typs, von 1893, ist im Hessischen Landesmuseum in Darmstadt ausgestellt.
Von Bismarck auf dem Totenbett fertigte Lenbach eine Pastellzeichnung an.
„Es freut mich, durch den Pinsel Lenbachs hier mich verewigt zu sehen, wie ich der Nachwelt gerne erhalten bleiben möchte“, sagte Bismarck bei seinem Besuch der Münchner Kunstausstellung 1892. Die Verbindung zwischen Lenbach und Bismarck war für beide von Nutzen: Für Lenbach sicherte sie Reputation und wirtschaftlichen Erfolg; angesehene Persönlichkeiten der Gesellschaft hielten sich zugute, vom Bismarck-Maler gemalt zu werden. Für Bismarck waren die Porträts ein Garant dafür, dass sein Bild nach seiner Vorstellung verbreitet wurde – mit Erfolg, denn Reproduktionen von Lenbachs Bismarck-Porträts fanden weite Verbreitung in bürgerlichen Wohnungen. Die Wirkung hält bis in die heutige Zeit an, denn heutzutage illustrieren solche Reproduktionen Geschichtsbücher, Bismarck-Biografien und die Edition seiner Tagebücher. Schon die Erstauflage der „Volksausgabe“ seiner Memoiren von 1905 zeigte eines dieser Lenbach'schen Porträts auf der ersten Seite des ersten Bandes.

#### Die Villa Lenbach und die erste Eheschließung

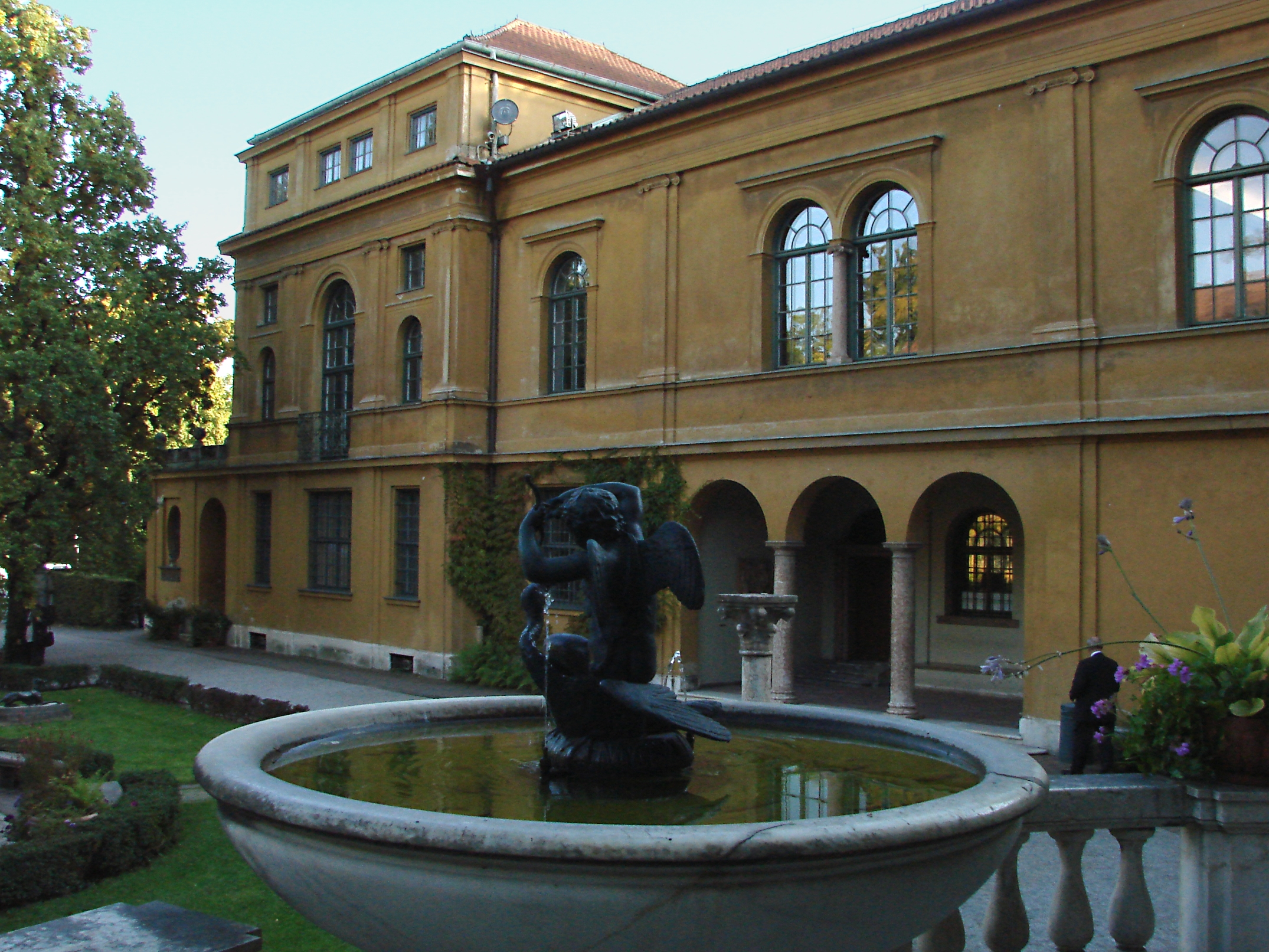
Lenbachhaus, Blick vom Haupteingang zum Ateliertrakt

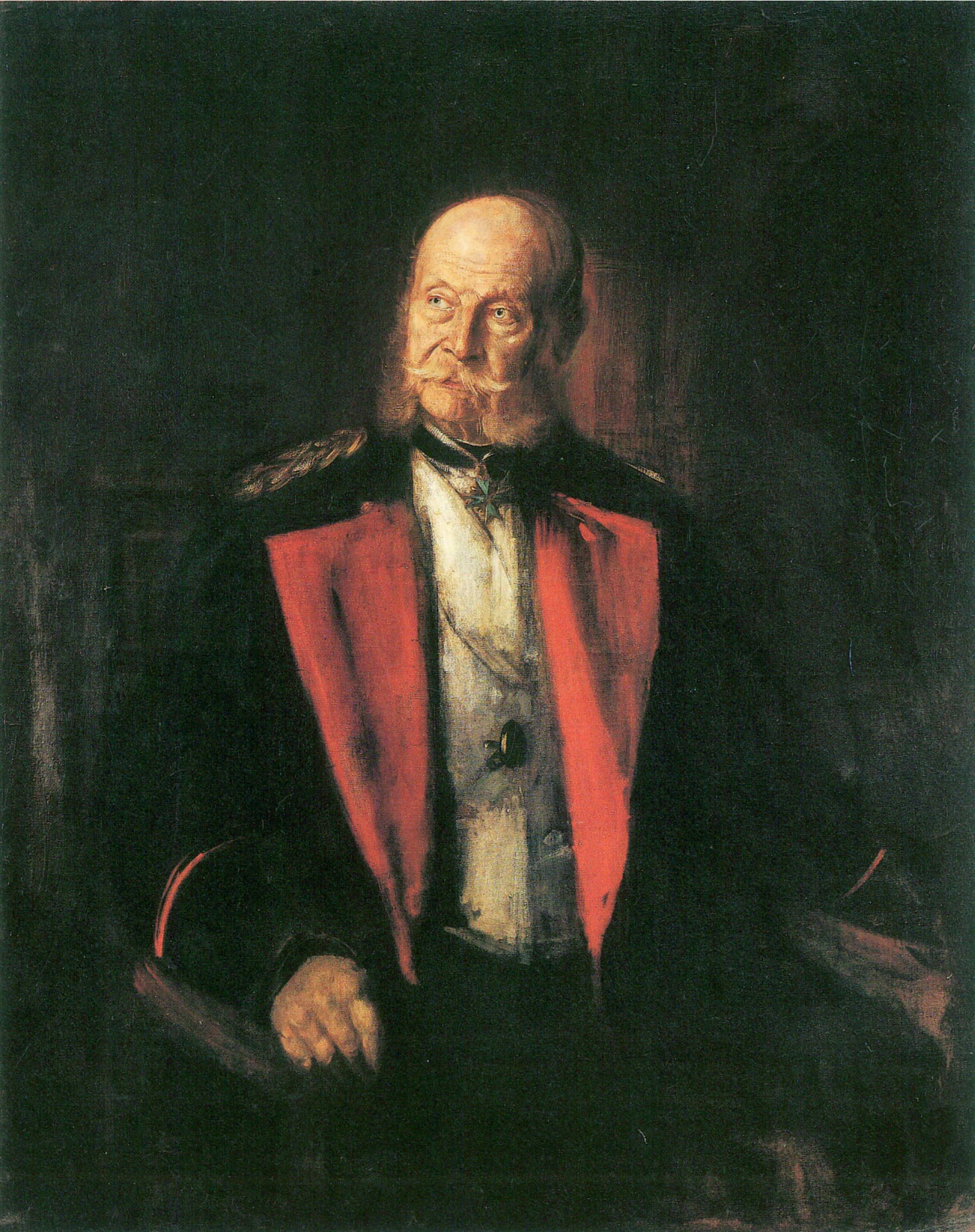
Kaiser Wilhelm I., 1886–1887, Städtische Galerie im Lenbachhaus, München

1886 erwarb er ein Grundstück in München, an der Ecke Luisenstraße/Brienner Straße, in beziehungsreicher Lage gegenüber den Propyläen am Königsplatz. Unter gemeinsamer Planung mit dem Allotria-Mitglied Gabriel von Seidl entstand dort seine Münchner Stadtvilla, das Lenbachhaus. Die Villa im eklektizistisch nachempfundenen italienischen Renaissancestil ist samt Garten in ihren Ausmaßen und ihrer Ausstattung einem italienischen Palazzo vergleichbar. Atypisch für einen solchen Palazzo ist allerdings der L-förmige Grundriss. Möglicherweise orientierte er sich in diesem Punkt an der Residenz von Peter Paul Rubens in Antwerpen, die er 1877 hatte besichtigen können. Auch in vielen anderen Details wich Lenbach von den originären Stilmerkmalen der italienischen Renaissance ab.
Am 4. Juni 1887 heiratete er Magdalena (Madlon) Gräfin Moltke. Im Oktober 1888 war der Ateliertrakt der Villa Lenbach bezugsfertig. Für das Ehepaar war eine komfortable Wohnung im Erdgeschoss vorgesehen, darüber befanden sich die Arbeitsräume des Künstlers. 1890 wurde schließlich der große, noch repräsentativere Hauptbau fertig. Die Villa war, trotz der klassischen Anmutung, mit für die damalige Zeit modernstem technischen Komfort ausgestattet. Es gab Bäder und eine Dampfheizung. Ein Stromgenerator und eine spezielle, taghelle Atelierbeleuchtung sorgten dafür, dass der Künstler auch in den dunklen Abendstunden malen konnte.

#### Klasse und Masse

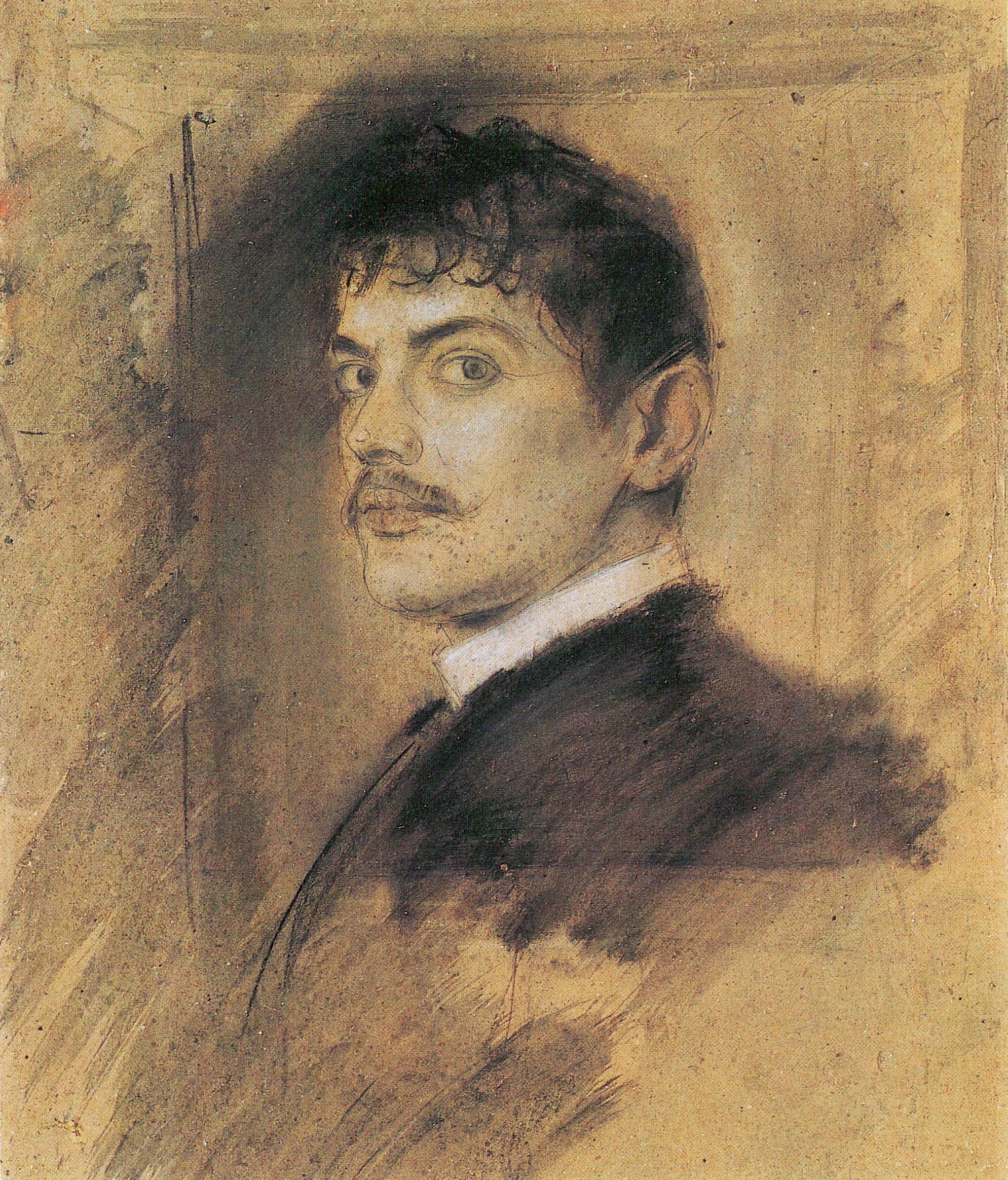
Franz von Stuck, 1892, Stuck-Jugendstil-Verein, München

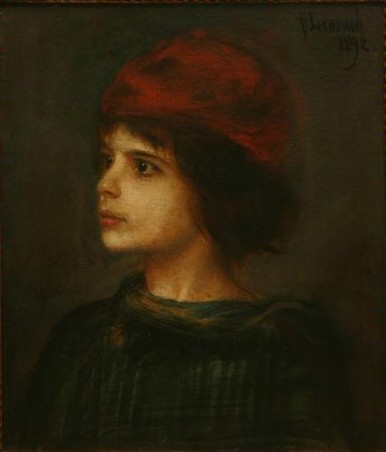
Porträt von Katia Pringsheim, 1892, Thomas-Mann-Archiv der ETH, Zürich

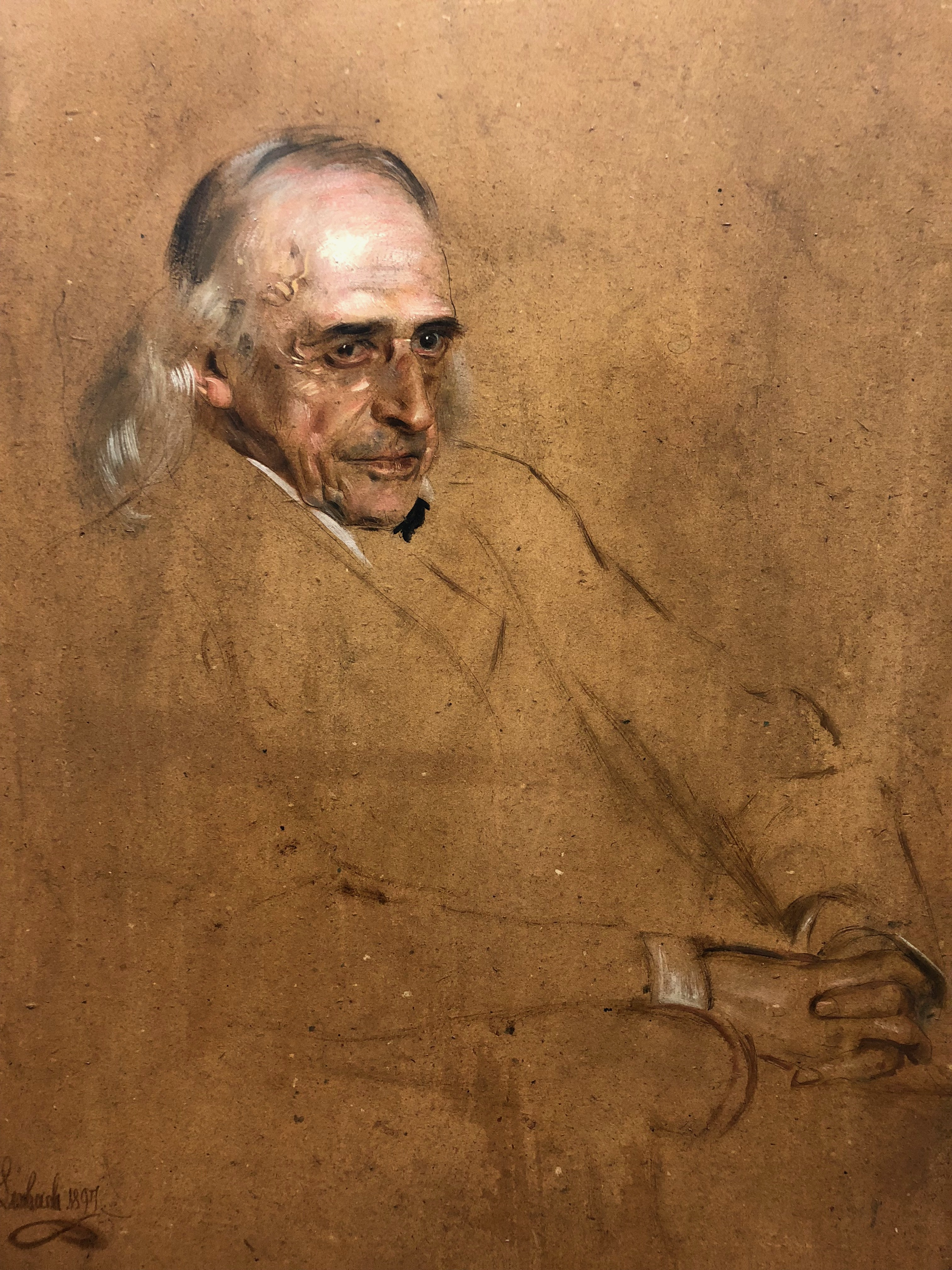
Theodor Mommsen, 1897, Alte Nationalgalerie, Berlin

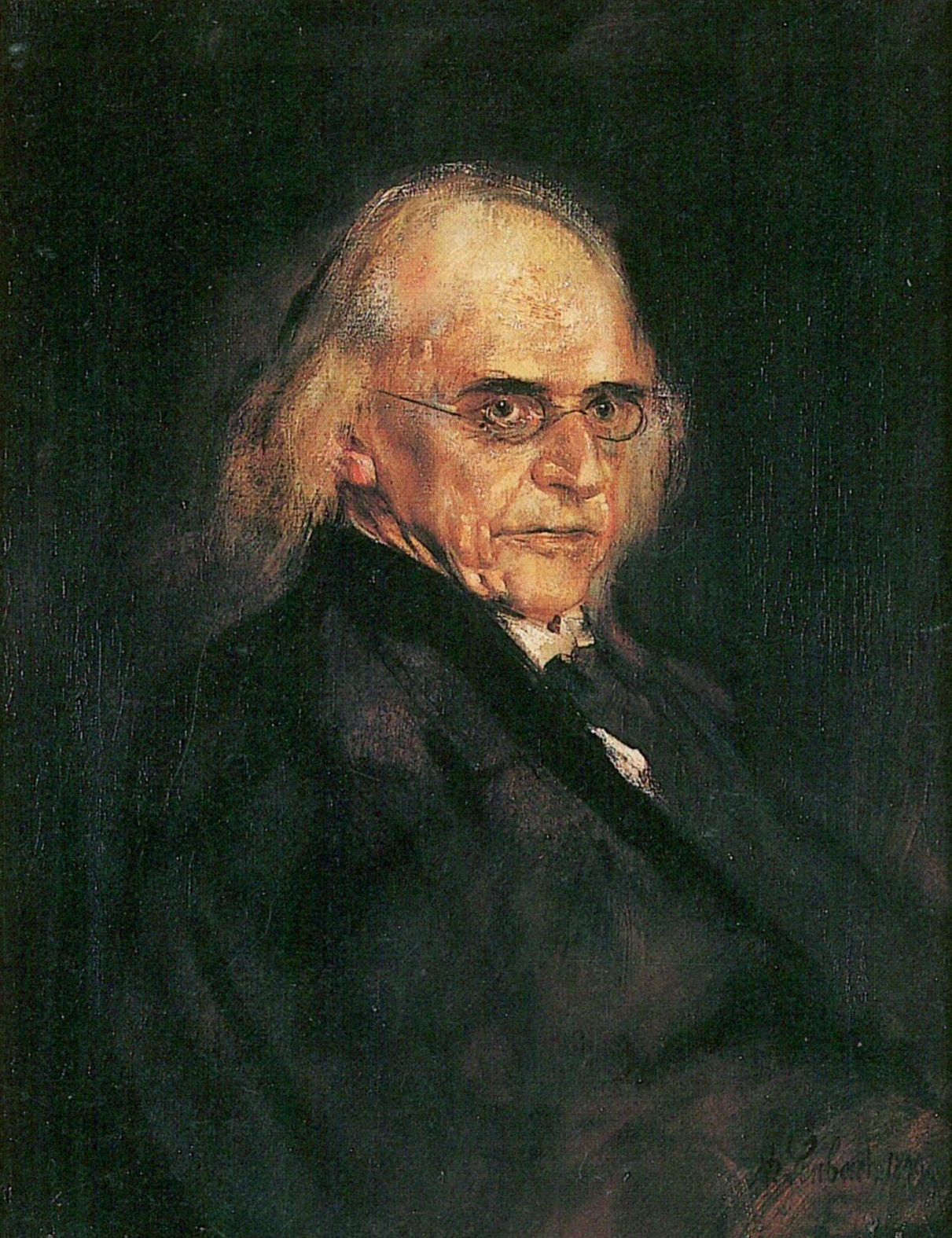
Theodor Mommsen, 1899, Städtische Galerie im Lenbachhaus, München

Für den Bau und die Ausstattung verschuldete sich Lenbach hoch. Der große Geldbedarf, den er nun aus den Erträgen seiner Malerei decken musste, blieb nicht ohne Folgen für seine Kunst. In den 1890er Jahren schuf er eine regelrechte Massenproduktion. Das Arbeiten nach Fotografien wurde zur Standardmethode. Lenbach nutzte dazu verschiedene Paus- und Durchschreibverfahren: Er projizierte Diapositive auf eine Leinwand und zeichnete sie von Hand nach, oder er schrieb die Projektion mit Hilfe eines Griffels durch. Er pauste Fotovergrößerungen auf den Malgrund durch. Er nutzte die sogenannte Photopeinture, bei der die Projektion auf einen lichtempfindlich vorpräparierten Malgrund erfolgte.
Der Gebrauch der Fotografie als Hilfsmittel war durchaus üblich und wurde nur von einzelnen Kritikern verdammt. Die Mehrheit des Publikums und der Kritiker gestand den Malern moderne Hilfsmittel zu. Die Fotografie kam auch der im Alter nachlassenden Sehkraft Lenbachs entgegen. Vorzugsweise arbeitete er mit dem Fotografen Carl Hahn zusammen. In Ateliersitzungen versuchte er eine lockere Atmosphäre zu schaffen, in der das Modell sich ungezwungen inszenieren konnte. Während der Sitzung entstand eine Reihe von fotografischen Aufnahmen. Das eigentliche Porträt malte er in Abwesenheit des Modells. Als Vorlage diente ihm häufig nicht nur ein einzelnes Foto aus den Sitzungen; oft kombinierte er charakteristische Merkmale aus mehreren Fotos zu einem Porträt.
Lenbachs Arbeiten jener Jahre entarteten jedoch häufig zur Schnellmalerei. Er gab sich oft wenig Mühe, die Spuren des Abpausens zu verbergen. Ein paar farbige Pinselstriche und Glanzlichter, das musste reichen, damit wieder ein Bild von seiner Hand fertig wurde.
1893 kam es zu einem für Lenbach peinlichen Skandal, als eine groß angelegte Fälschungsaffäre aufflog. Ein Angestellter hatte verworfene Skizzen und Pauszeichnungen des Malers veruntreut und an Kunsthändler weitergegeben. Diese ließen die Zeichnungen von mittellosen Kunststudenten ein wenig kolorieren, zum Teil auch falsch signieren, und trieben mit diesen Lenbachs Handel. Im Prozess 1895 sah sich Lenbach dann mit Hunderten dieser Fälschungen konfrontiert, die die Wände des Gerichtssaals bedeckten.
Auch in grundsätzlicher Hinsicht mehrte sich um 1890 die Kritik an der Lenbach'schen Kunstauffassung. 1887 urteilte der Schweizer Maler Karl Stauffer-Bern über Lenbach:

„… er ist wirklich ein außerordentlich begabter, von der Natur verschwenderisch ausgestatteter Mensch, der es aber doch fertig gebracht hat, gründlich zu versimpeln. Zu viel Salontirolerei und zu wenig Selbstkritik bei dem Mann […] Was nicht der Natur abgelauscht ist […] und mit ihr im Verhältnis steht von Ursache und Wirkung … ist Virtuosentum, nicht Kunst im wahren Sinne, und Lenbachs letzte Werke neigen stark ins Virtuosenhafte. Seitdem er […] nur mit Kaisern, Königen und Päpsten zu tun hat, fehlt ihm die Zeit zu ernster Tätigkeit.“

Wenn es ihm besonders darauf ankam, schuf er jedoch auch in jenen Jahren erstklassige Porträts. Bei der Weltausstellung 1893 in Chicago, einer großen Ausstellung in Stockholm 1897, bei den Biennalen in Venedig 1897 und 1899 waren seine Bilder hochgeschätzte Beiträge. Hoch angesehen sind auch einige seiner Porträts von Theodor Mommsen, auf denen er den bohrenden, für den Gelehrten angeblich charakteristischen Blick prägnant herausgearbeitet hat.

#### Gesellschaftliches Ansehen und gesellschaftliche Konflikte

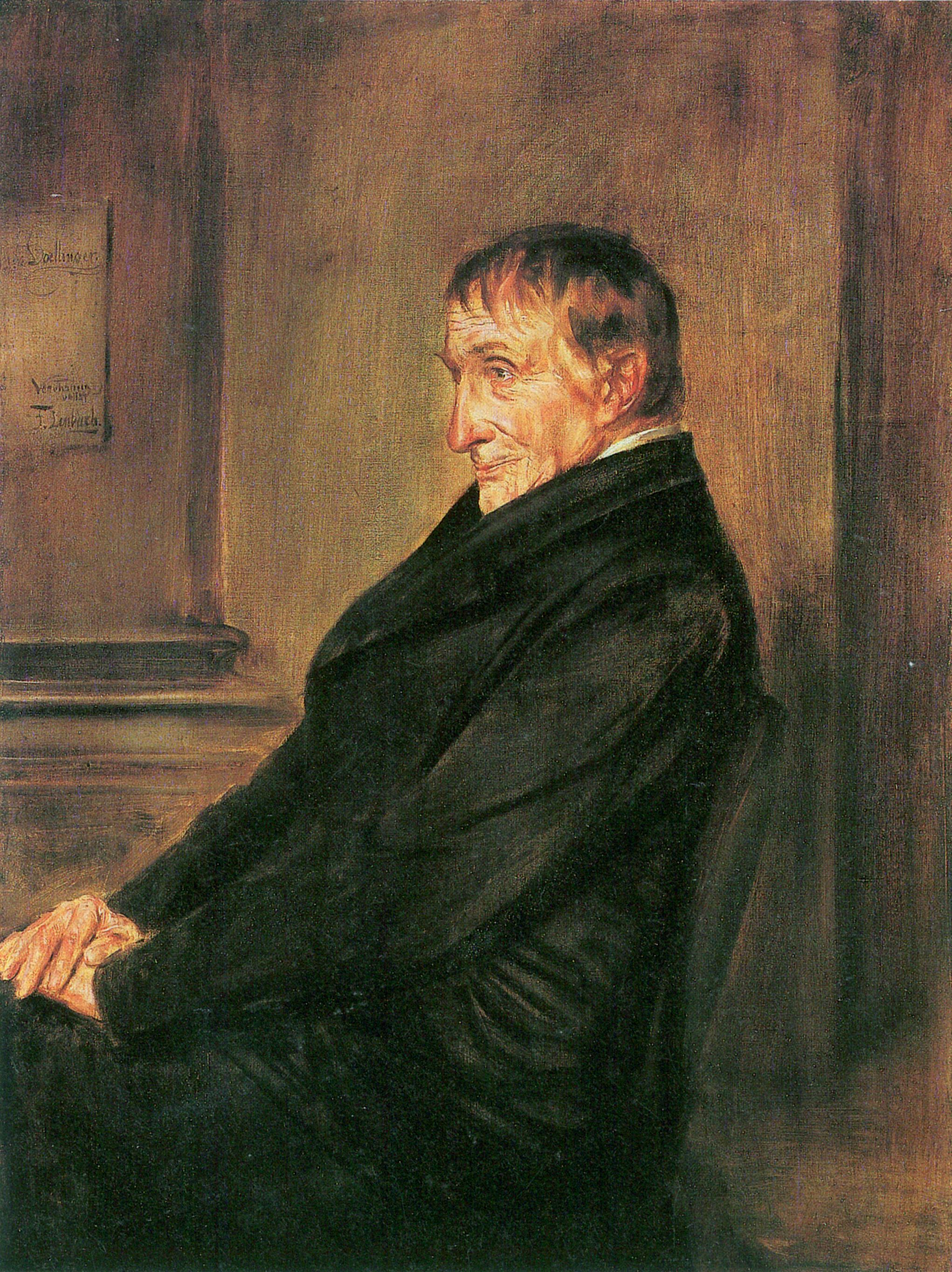
Ignaz von Döllinger, 1892, Städtische Galerie im Lenbachhaus, München

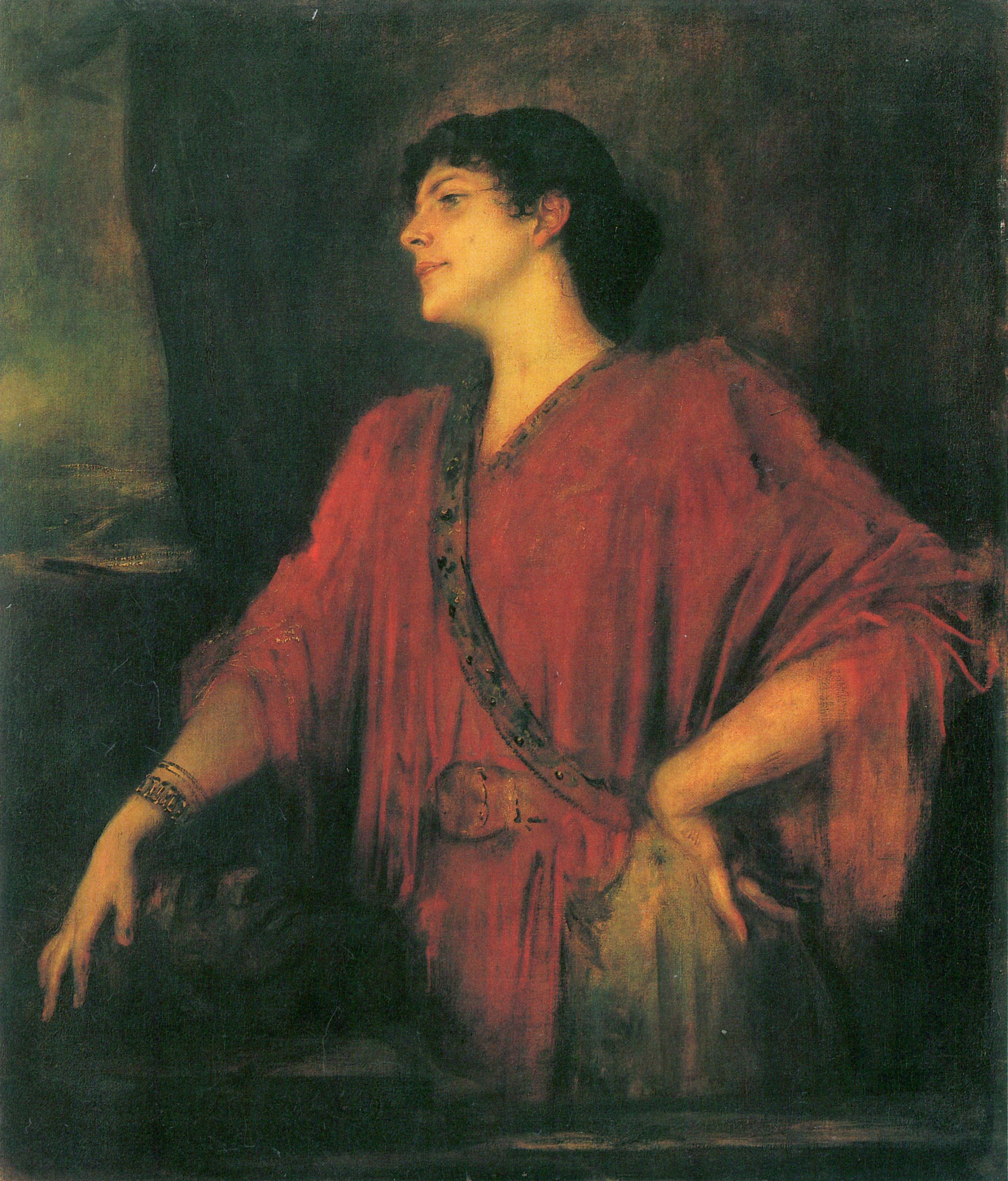
Mary Lindpaintner als Salome, 1894, Neue Pinakothek, München

1891 gehörte Lenbach zum 75-köpfigen Gründungsvorstand des völkisch-rassistisch orientierten Alldeutschen Verbands. Im Sommer 1892 arrangierte er einen glanzvollen Empfang für den entlassenen Reichskanzler Bismarck in München – gegen den anfänglichen Widerstand der bayerischen Regierung, die Verwicklungen mit Preußen befürchtete. Auf eigene Kosten bestellte er einen Sonderzug für Bismarck, vom Balkon der Lenbachvilla aus nahm Bismarck die Huldigungen einer Volksmenge begeisterter Münchner entgegen.
Wenige Wochen nach diesem Ereignis erschien ein Memorandum in den Münchner Neuesten Nachrichten: Die Münchner Kunst habe internationale Entwicklungen verpasst und sei veraltet. Der Kunstmarkt orientiere sich an Paris und nicht an München. Bereits in den Jahren zuvor, ab 1888, hatte es Streit und öffentliche Pressefehden um die künstlerische Richtung gegeben. Kommerzielle Misserfolge von Ausstellungen Münchner Künstler in den Jahren ab 1888 sorgten zusätzlich für Bitterkeit und schürten den Streit. Dieser gipfelte schließlich in der Gründung des Vereins bildender Künstler Münchens, dem sich über 100 Künstler anschlossen, und der Bildung der Münchner Sezession. Lenbach hielt dagegen: 1893 übernahm er das Präsidium des Kongresses der Deutschen Gesellschaft für rationelle Malverfahren im Münchner Glaspalast. Er gab dort vor Publikum Demonstrationen in Maltechnik und hielt Vorträge, in denen er sich abfällig über den niedrigen Stand der Kunstübung und des Kunstverständnisses und den „pietätlosen Dünkel“ einer „dreisten Kunstjugend“ äußerte.
Auch in den Auseinandersetzungen um den Neubau des Bayerischen Nationalmuseums nahm er eine konfliktträchtige Schlüsselrolle ein. Die bayerische Regierung hatte bis 1892 ohne öffentliche Ausschreibung Baupläne fertigen lassen. Der Münchner Architekten- und Ingenieurverein verlangte daraufhin in einer Eingabe an das Kultusministerium eine öffentliche Ausschreibung; Lenbach schloss sich dieser Forderung an. Als die Regierung darauf nicht einging, kritisierte Lenbach das Verfahren öffentlich in der Presse, verlangte eine Vergrößerung des Bauplatzes und einen großartigeren Entwurf, der neben den unter Ludwig I. und Maximilian II. errichteten Bauten bestehen könne. Damit konnte er sich schließlich durchsetzen. Zu einer öffentlichen Ausschreibung kam es jedoch nicht, stattdessen wurden die Architekten Gabriel von Seidl, Georg von Hauberrisser und Leonhard Romeis zum Wettbewerb eingeladen.
Nicht zuletzt aufgrund des engagierten Votums von Lenbach entschied sich die Kommission nach kontroverser Diskussion für Seidls Entwurf. Im September 1894 wurde der Grundstein gelegt, und im September 1900 konnte die Einweihung gefeiert werden.

#### Scheitern der ersten Ehe

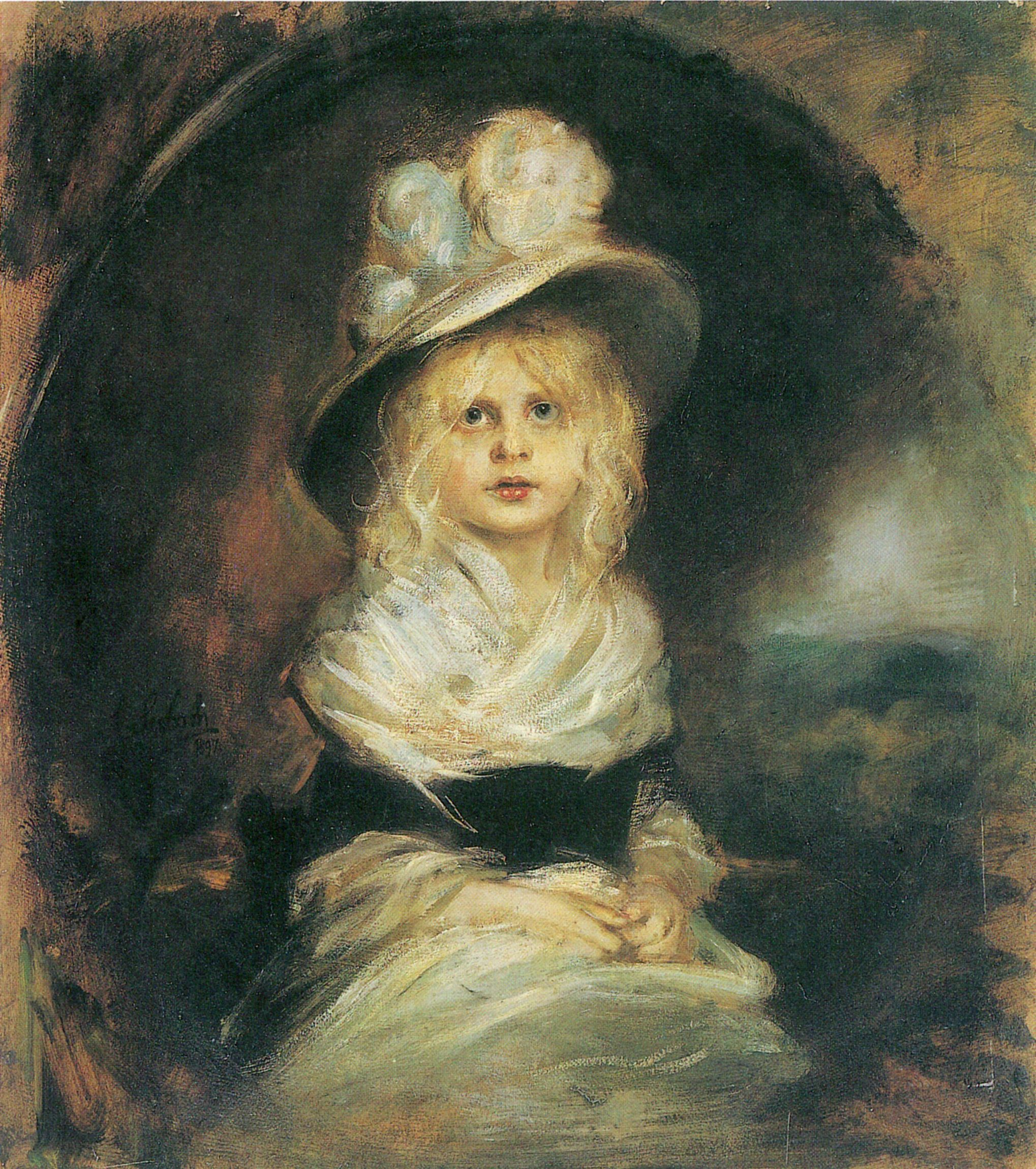
Bild der Tochter Marion, um 1897, Privatbesitz Familie DuMont

Die Ehe mit Magdalena blieb lange kinderlos. Im März 1888 wurde die Ehefrau von einem toten Kind entbunden. Im Januar 1892 kam schließlich die Tochter Marion zur Welt. Lenbach war ein stolzer und begeisterter Vater; immer wieder malte er Bilder von dem hübschen heranwachsenden Mädchen. Die Ehe, auch aus Standesgründen geschlossen, scheiterte jedoch. Lenbach und seine Frau hatten völlig unterschiedliche Interessen, sie konnte der Malerei nichts abgewinnen, und auch in der Freizeit pflegten beide unterschiedlichen Umgang und gingen unterschiedlichen Beschäftigungen nach. 1893 erlitt die Ehefrau eine weitere Fehlgeburt, und als im März 1895 die zweite Tochter Erika geboren wurde, wurde Lenbach von dem Verdacht geplagt, dass nicht er, sondern der vordem vertraute Freund und Hausarzt Ernst Schweninger der Vater sei. Im Juli 1896 wurde die Ehe von Franz und Magdalena von Lenbach in gütlichem Einvernehmen geschieden. Die Tochter Marion blieb beim Vater, Erika kam zur Mutter, die einige Zeit später tatsächlich Ernst Schweninger heiratete.

### Die letzten Jahre

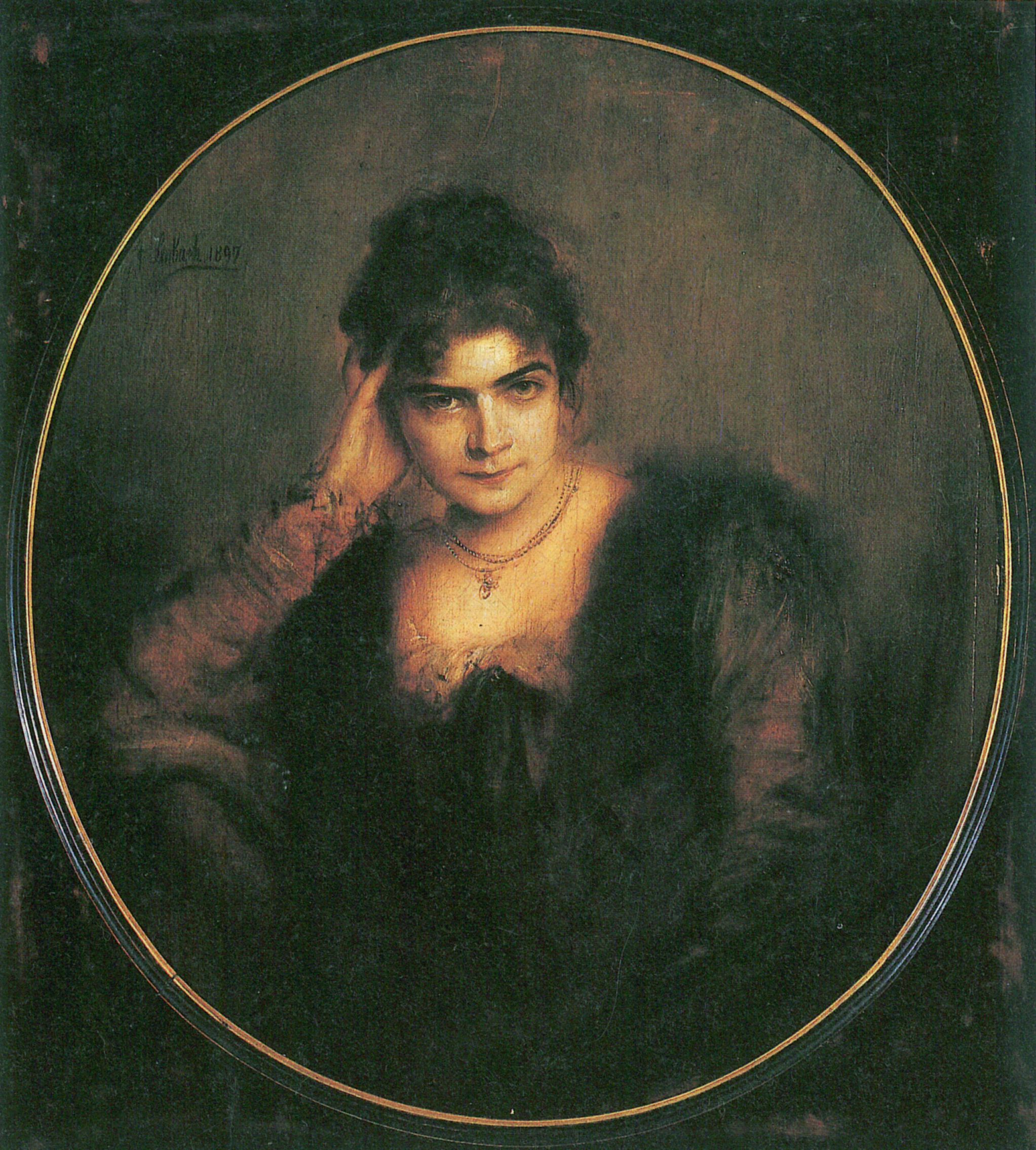
Charlotte (Lolo) von Lenbach, 1897, Privatbesitz Familie DuMont

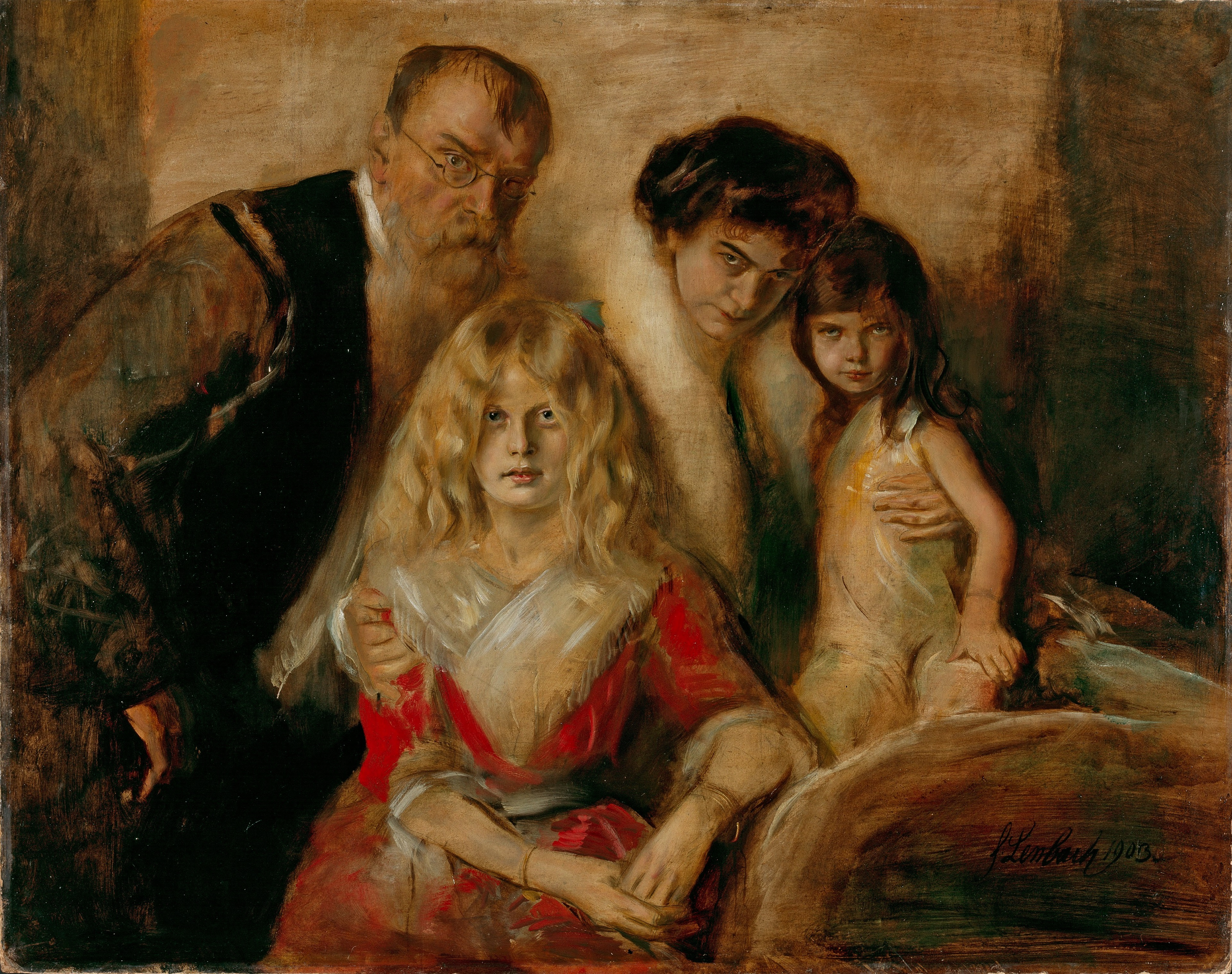
Franz von Lenbach mit Frau Lolo und Töchtern Marion und Gabriele, 1903, Städtische Galerie im Lenbachhaus, München

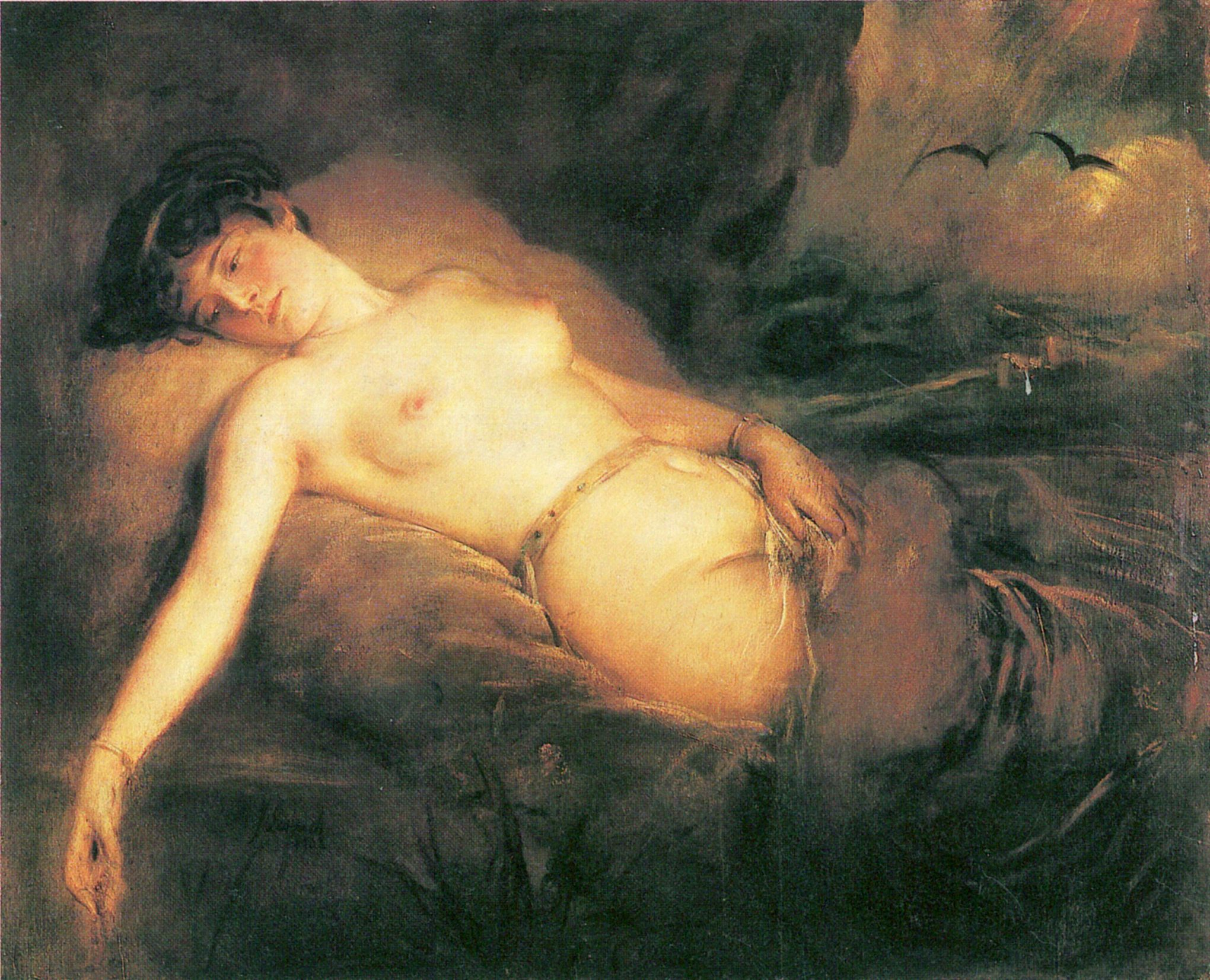
Liegender weiblicher Akt, 1902, Städtische Galerie im Lenbachhaus, München

Im Oktober 1896 heiratete Lenbach die 1861 geborene Charlotte (genannt Lolo) von Hornstein, Tochter des Komponisten Robert von Hornstein. Lenbach hatte sie bereits in ihren Kindertagen als häufiger Gast in ihrem Elternhaus kennengelernt und sie später, als sie Malerei studierte, als Mentor und Korrektor unterstützt. Die zweite Ehe, diesmal von gemeinsamem Interesse für die Kunst und gegenseitiger Zuneigung getragen, verlief harmonisch. Seine zweite Ehefrau nahm aktiv am Schaffen ihres Mannes Anteil und unterstützte ihn bei den Arrangements für seine Porträtsitzungen und bei seiner Arbeit an seiner aus selbstgemalten Bildern bestehenden Galerie berühmter Zeitgenossen. 1899 wurde die Tochter Gabriele geboren. Aus der Ehe dieser Tochter mit Kurt Neven DuMont sind zwei Töchter und zwei Söhne – die Verleger Alfred Neven DuMont (1927–2015) und Reinhold Neven DuMont (* 1936) – hervorgegangen.
Im Dezember 1896 wurde Lenbach zum Präsidenten der Münchner Künstlergenossenschaft gewählt. In den Jahren ab 1897 versuchte er sich an anderen Bildmotiven, malte insbesondere Menschen in der Natur, ohne jedoch direkt an seine frühen Jahre anzuknüpfen. Die ganzen Jahre zuvor hatte er überwiegend Männer porträtiert – nun malte er fast ausschließlich Bildnisse von Frauen und gelegentlich Aktbilder. Außerdem gab er die schroffe Ablehnung seines eigenen frühen Schaffens auf und ließ es zu, dass 1899 eine Mappe mit frühen Werken von ihm veröffentlicht wurde. Auch seine Malweise änderte sich. Statt der bräunlichen Galerietöne, die viele Jahre charakteristisch für seine Porträts waren, verwendete er hellere Farben, der Farbauftrag wurde dünner und weniger deckend, bisweilen verwendete er sogar reine Farben. Sein Pinselauftrag wurde leichter und rascher; er bevorzugte jetzt die Alla-Prima-Malerei anstelle der Lasurtechnik.
1897 stattete Lenbach, erstmals nach 35 Jahren, seiner Heimatstadt Schrobenhausen einen Besuch ab. 1898 ernannte ihn Schrobenhausen zum Ehrenbürger, nachdem er der Stadt ein Bild des Prinzregenten geschenkt hatte. Er unterstützte seine Vaterstadt finanziell, ideell und durch seine Beziehungen beim Neubau des 1903 fertiggestellten Rathauses, für das wiederum Gabriel von Seidl als Architekt verpflichtet wurde.
Um 1900 entwarf er für den Kölner Schokoladeproduzenten Ludwig Stollwerck Sammelbilder für ein Honorar von 6000 Mark.
Kurz vor seinem Tode fertigte Lenbach eine Reihe ähnlicher Selbstporträts. Eines dieser Bilder, das er seiner Tochter Gabriele vermachte, befindet sich in Privatbesitz.

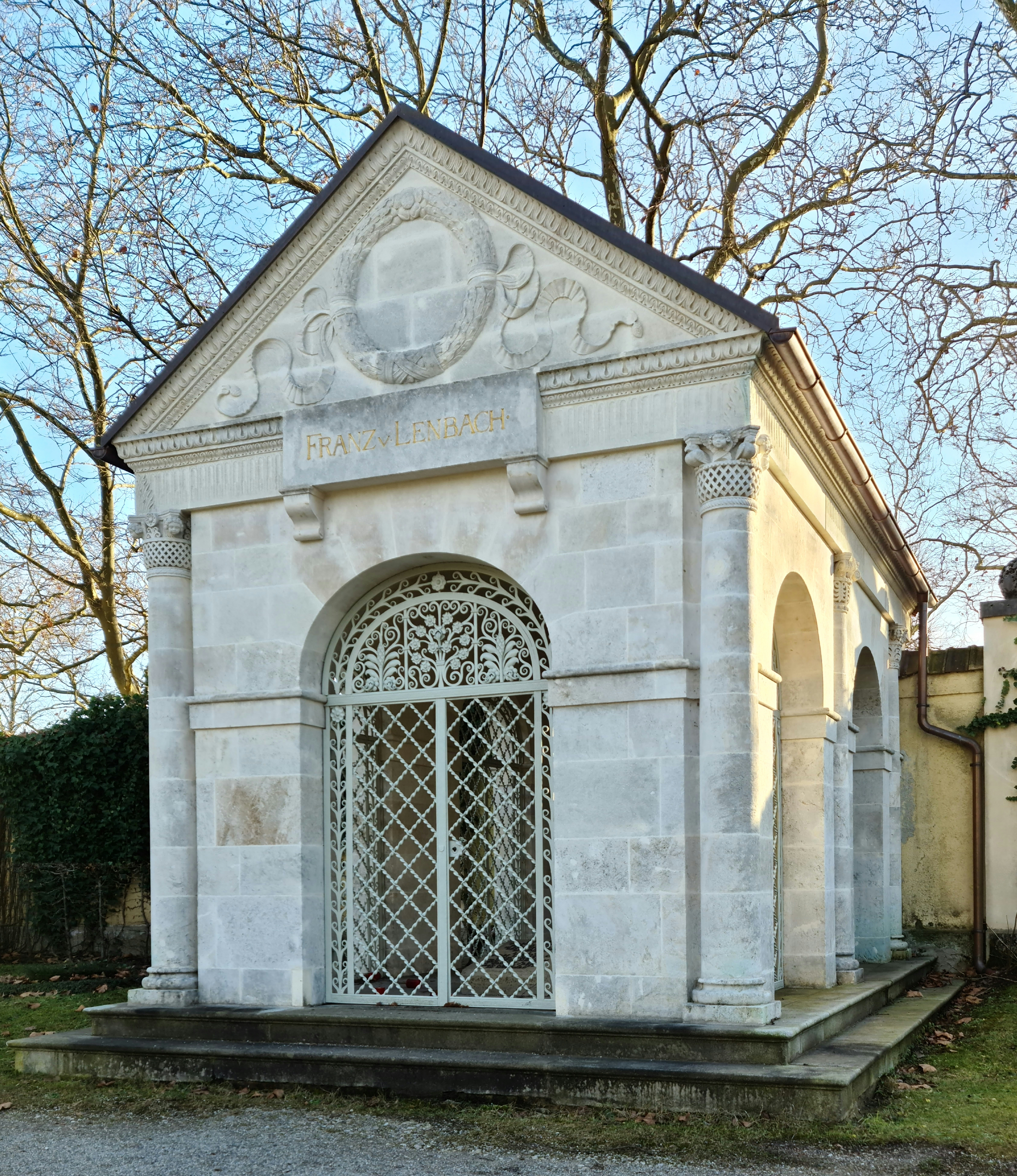
Lenbachs Grabkapelle auf dem Münchner Westfriedhof

1902 erhielt er das Kommandeurskreuz der französischen Ehrenlegion. Im selben Jahr, am 12. Oktober, erlitt er bei der Rückkehr von einem Ausflug nach Schrobenhausen einen Schlaganfall. Im Dezember 1902 verschlechterte sich sein Gesundheitszustand weiter. Am 6. Mai 1904 starb Lenbach in seiner Münchner Villa. Beim Leichenzug säumten die Münchner in dichten Reihen die Straßen; eine Unzahl prominenter Trauergäste aus Kunst und Politik hielt Reden und legte Kränze nieder. Er wurde auf dem Westfriedhof in einem von der Stadt bereitgestellten Ehrengrab, dem Grab Nr. 81 an der Mauer links, beigesetzt.

## Rezeption in der Nachwelt
Die Wertschätzung Lenbachs in seiner Zeit setzte sich noch einige Jahre über seinen Tod hinaus fort bis zu einer Gedächtnisausstellung 1905–1906. In dem 1909 errichteten Neubau der Schack’schen Galerie kamen Lenbachs Werke in den größten und prächtigsten Saal im ersten Obergeschoss. Dort hingen sowohl seine Originale als auch die in den 1860er Jahren gefertigten Kopien der alten Meister. Das Interesse an Lenbach ebbte jedoch ab, und man bevorzugte Künstler, denen mehr Originalität zugeschrieben wurde. Mit der Neuordnung der Galerie unter Ludwig Justi im Jahr 1922 mussten Lenbachs Bilder den Ehrensaal zugunsten von Anselm Feuerbach räumen. Seine großformatigen Kopien wurden ins Depot genommen; der überwiegende Teil von Lenbachs Kopien ist seither nicht mehr in öffentlicher Ausstellung zu sehen. Seit der Renovierung, Umgestaltung und Neueröffnung der Sammlung Schack teilen sich einige seiner Kopien mit Kopien von August Wolf den sogenannten „Kopiensaal“. In einem benachbarten Saal sind eigene Werke Lenbachs untergebracht.
Zum 100. Geburtstag 1936 wurde sein Werk im Rahmen der Kunstpolitik des Nationalsozialismus erneut ins öffentliche Interesse gerückt. Im Zusammenhang mit einer Jubiläumsausstellung in Schrobenhausen erschienen zahlreiche Veröffentlichungen in Zeitungen und Zeitschriften.
Erst Ende der 1960er Jahre begann eine wissenschaftliche Aufarbeitung des gesamten Werks, beginnend mit zwei Ausstellungen von Josef Adolf Schmoll genannt Eisenwerth 1969 und 1970. Es folgte 1972 die Dissertation von Sonja Mehl, späterer Ehename von Baranow, und 1973 eine Monographie von Siegfried Wichmann. Sonja von Baranow arbeitete die Bestände nach modernen kunstwissenschaftlichen Kriterien in den Museumskatalogen von Schrobenhausen und im Lenbachhaus in München auf. 1986 erschienen die beiden Lenbach-Biografien von Sonja von Baranow und Winfried Ranke.

## Ehrungen
In vielen deutschen Städten sind Straßen nach Franz von Lenbach benannt, u. a. in Berlin-Friedrichshain, Berlin-Kaulsdorf, Berlin-Mahlsdorf, Berlin-Steglitz, Cottbus, Dresden, Hamburg, Karlsruhe, Köln, Nürnberg, Rüsselsheim und Stuttgart.

## Ausstellungen
- 1986, zum 150. Geburtstag, veranstaltete die Geburtsstadt Schrobenhausen im wieder errichteten Waaghaus eine große Ausstellung mit Werken des Künstlers, die im Besitz der großen Museen in München, Schweinfurt, Hamburg und Weimar, aber auch in Privatsammlungen sind. Dazu erschien ein Buch von Dieter Distl / Klaus Englert, das sich dem „Schrobenhausener Jungen“ widmete und auch eine interessante Wiedergabe des Briefwechsels mit seinen Schwestern enthält: Franz von Lenbach, verlegt im Verlag Ludwig, Pfaffenhofen/Ilm
- 2004, zum 100. Todestag Franz von Lenbachs, widmeten ihm die Neue Pinakothek und die Schack’sche Galerie eine große Jubiläumsausstellung.
- 2014: Fürstenmaler, zusammen mit Bildern von Franz Xaver Winterhalter und Heinrich von Angeli: Schloss Fasanerie bei Fulda.
- 2016: Anlässlich des 180. Geburtstags des „großen Sohns der Stadt“ und Ehrenbürgers Franz von Lenbach veranstaltet die Stadt Schrobenhausen im Herbst eine umfassende Ausstellung, die sich mit der Bedeutung Lenbachs im 21. Jahrhundert auseinandersetzen wird.
- 2018/19: Malerfürsten, Kunst- und Ausstellungshalle der Bundesrepublik Deutschland, Bonn, zusammen mit Werken von Hans Makart, Friedrich August von Kaulbach, Franz von Stuck, Frederik Lord Leighton, Jan Matejko und Mihály von Munkácsy

## Museen
Heute befindet sich in seiner ehemaligen Stadtvilla die Städtische Galerie im Lenbachhaus der Landeshauptstadt München. Neben vielen Bildern von Lenbach und anderen Malern des 19. Jahrhunderts beherbergt es eine bedeutende Sammlung von Bildern des Blauen Reiters.
Weitere umfangreichere Sammlungen von Lenbach-Bildern besitzen die Neue Pinakothek, die Sammlung Schack in München und das Lenbachmuseum in seinem Geburtshaus in Schrobenhausen.